# Karol Otero
Carolina Otero del Castillo (Gijón, 28 de septiembre de 1948), más conocida como Karol Otero, es una fotógrafa española y exjugadora de tenis y voleibol. Compitió en la primera selección femenina de voleibol de España. Posteriormente realizó la labor de fotógrafa de competiciones de gimnasia rítmica tanto nacionales como internacionales, colaborando con la RFEG y siendo considerada como una pionera de la fotografía de este deporte en España. 

## Biografía

### Etapa como tenista y jugadora de voleibol
Nacida en Gijón, sus padres fueron Vicente Otero, militar de profesión y jugador de tenis, y Antela del Castillo, quien fue la encargada de encontrar los terrenos de lo que después sería el Club de Tenis de Gijón. En su juventud, Karol practicó deportes como el tenis de mesa o el tenis en dicho club. Llegó a disputar varios torneos de tenis, teniendo en mixtos como pareja a Manuel Vega-Arango o Vicente Figaredo.
Sin embargo, fue en el voleibol donde obtuvo especial relevancia. Como jugadora de este deporte, integró desde 1965 el Club Medina de Gijón, fundado en 1964 y entrenado por Aurora Calvo Cuesta en la temporada 65/66 y posteriormente por Justo González Suárez. Con el club participó en Campeonatos Provinciales, Campeonatos de España (Copa de S. E. el Generalísimo) o la Liga Nacional, entre otras competiciones. En 1965 y 1966 el club fue campeón de España. Además, fue 2.º en los Juegos de la FISEC de 1965 en Namur (Bélgica) y en los de 1966 en Madrid, mientras que en 1967 se proclamó campeón en los Juegos de la FISEC en Lovaina (Bélgica). En 1967, 1968 y 1969 fue subcampeón del Torneo Medina en San Sebastián, Alicante y Santander respectivamente, mientras que fueron terceras en dicho torneo en 1970 (Vigo) y 1971 (León). Fue elegida mejor deportista asturiana de 1970 en la Gala del Deporte Asturiano, celebrada en 1971.
Paralelamente, Karol fue durante algún tiempo cantautora, llegando a actuar en Ràdio Barcelona, el espacio Música joven de Radio Gijón y en el programa Club mediodía de TVE en agosto de 1970. En noviembre de ese año, dos canciones compuestas por ella, "Seré capitán" (con letra de Senén Guillermo Molleda) y "A los Reyes Magos" (con letra de Karol y de Mario Bertrand), fueron escogidas para el IV Festival de la Canción Infantil de TVE.

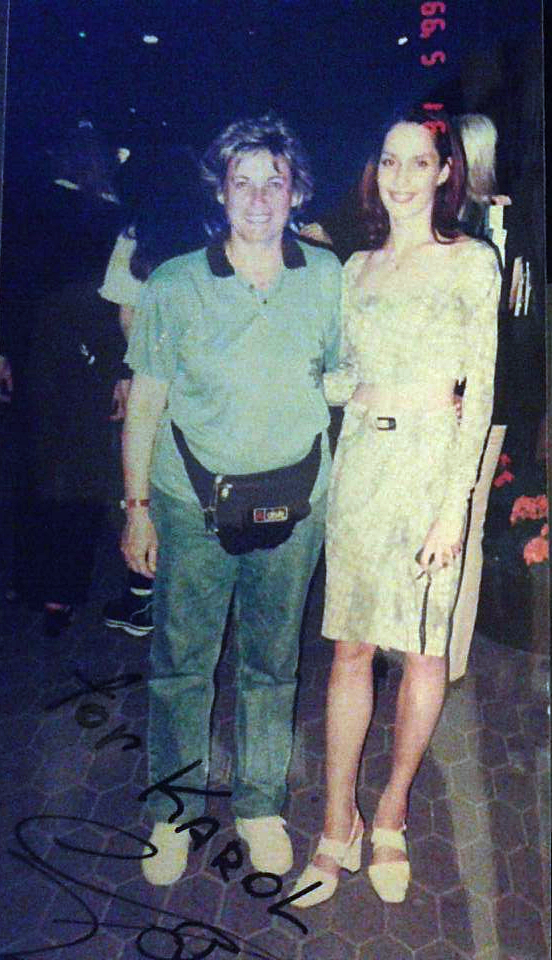
Karol con Elena Vitrichenko en el Europeo de Budapest (1999).

En 1972 fue subcampeona de España en Santander y campeona de la Liga Nacional con el Club Medina de Gijón. Ese mismo año fue escogida, junto a otras 5 jugadoras de su club, para formar parte de la primera selección femenina de voleibol de España. Esa misma temporada disputaron dos encuentros internacionales en Francia y otro en Marruecos. En total, Otero llegaría a ser 21 veces internacional con la selección.

### Etapa como fotógrafa de gimnasia rítmica
Después de que a comienzos de los 70 se trasladase a vivir a Madrid, hacia 1973 comenzó a realizar fotografías de la primera selección nacional de gimnasia rítmica de España, que entrenaba en el Gimnasio Moscardó de la capital, por lo que es considerada una pionera en la fotografía de esta disciplina en España. Desde entonces se convirtió durante unas tres décadas en asidua de Campeonatos de España de Gimnasia Rítmica, así como de competiciones internacionales como Mundiales, Europeos y Copas del Mundo, costeándose ella misma los viajes. En estos campeonatos solía normalmente realizar fotos en el concurso general y videos de las finales por aparatos. Entre otros hitos de la selección española, fotografió el oro mundial de las Primeras Chicas de Oro, los títulos mundiales de las Niñas de Oro, o los éxitos internacionales de gimnastas como Susana Mendizábal, Marta Bobo, Marta Cantón, Maisa Lloret, Ana Bautista, Carolina Pascual, Carmen Acedo, Alba Caride, Almudena Cid, Esther Domínguez o Jennifer Colino, entre muchas otras. Colaboró con sus fotografías a modo particular con revistas como Gimnasia 92 de la RFEG, Deporte 2000 del CSD, Gimnasia & Aeróbic de la Federación Catalana de Gimnasia o Gimnasia rítmica, libros como Gimnasia rítmica deportiva: aspectos y evolución de Aurora Fernández del Valle o Pinceladas de rítmica, publicaciones como los boletines informativos del Campeonato Mundial de Sevilla, reportajes en periódicos y diversas exposiciones. También fue una de las pioneras en España en el diseño y distribución de las punteras de gimnasia rítmica. A partir del año 2000, asiste asiduamente a los partidos del Equipo de Copa Davis de España que se celebran en territorio nacional. Desde 2015 ha compartido varias de sus fotografías de gimnasia rítmica bajo una Licencia Creative Commons Atribución CompartirIgual a través de Wikimedia Commons. En la actualidad está casada y tiene una hija.

## Galería de fotografías
Algunas de las fotografías de gimnasia rítmica realizadas por Karol Otero desde 1973.

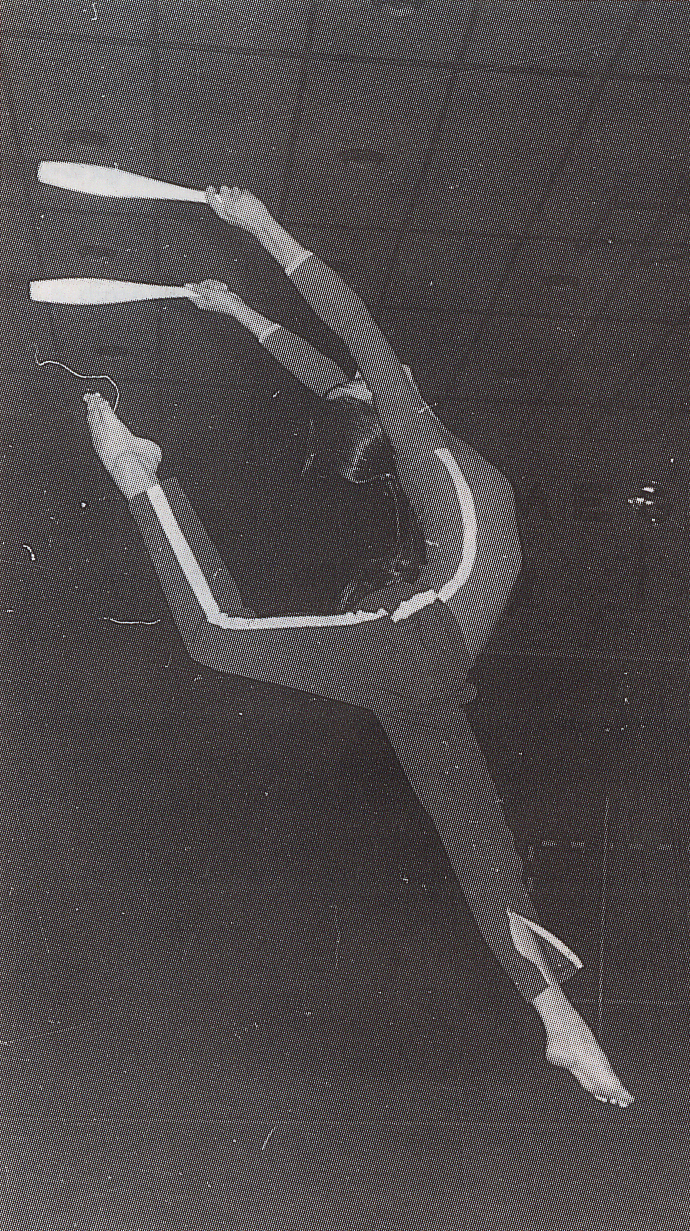
Concha Corrales (1973).
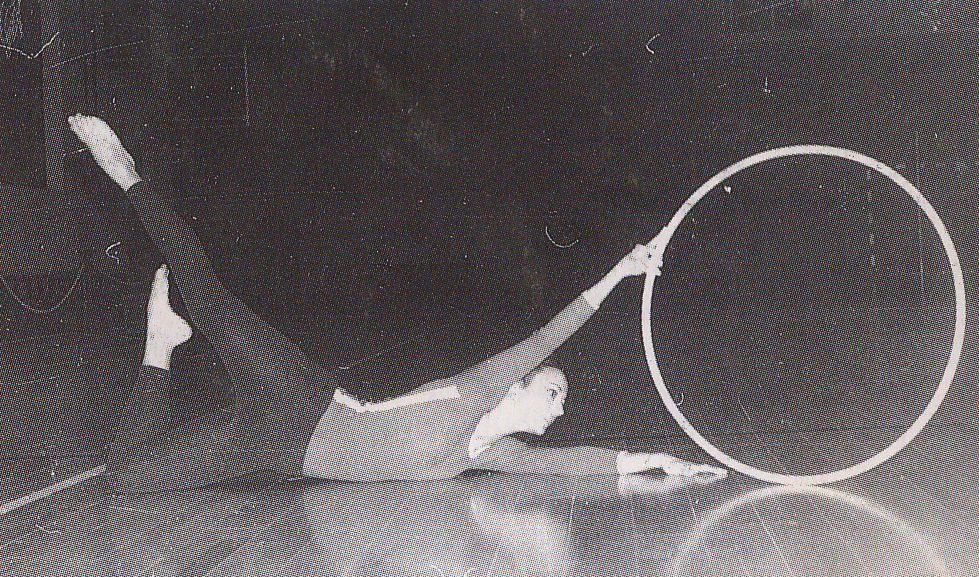
Ernestina Lucea (1973).
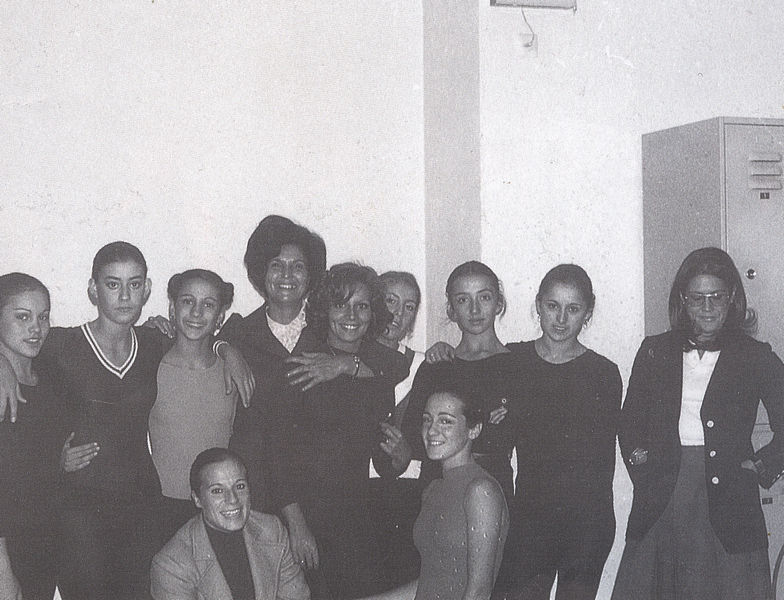
La primera selección de gimnasia rítmica de España (1975).
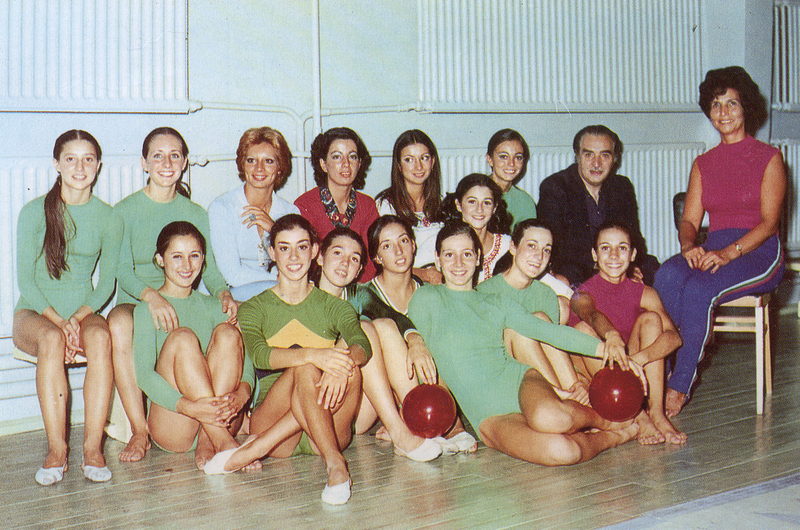
Otra imagen de la primera selección nacional (1975).
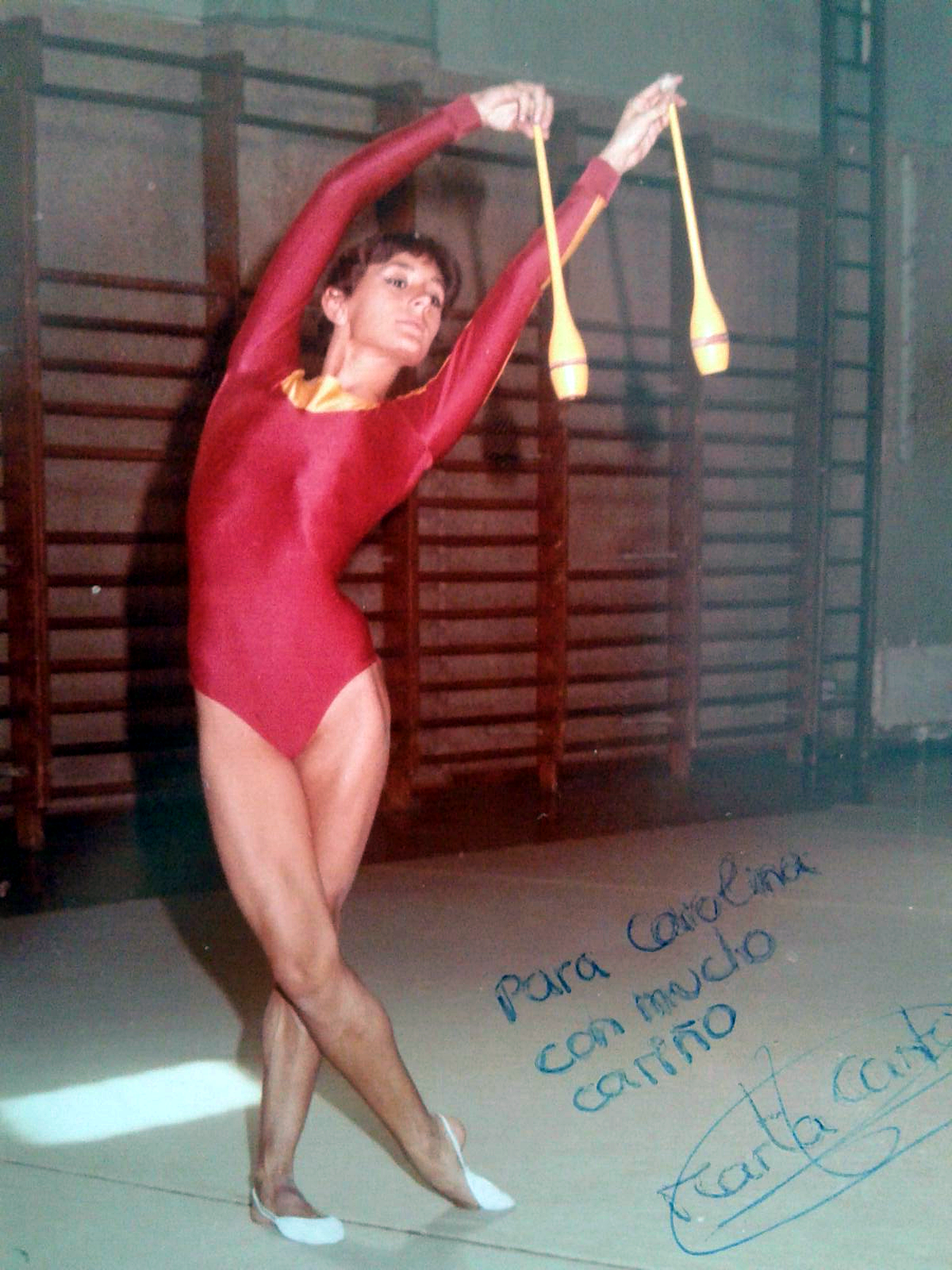
Marta Cantón en el Gimnasio Moscardó (1983).
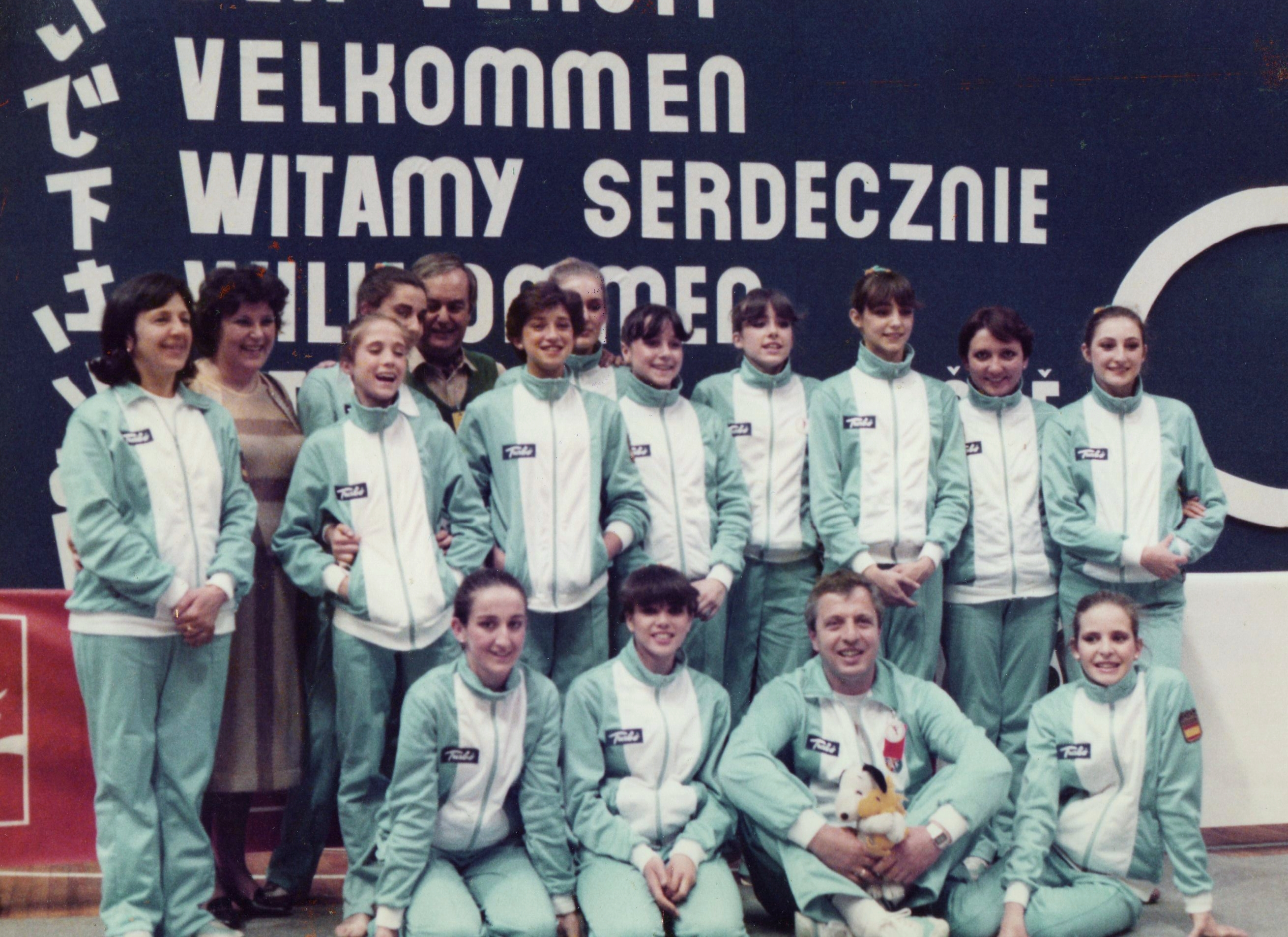
La selección nacional en la Copa del Mundo de Belgrado (1983).
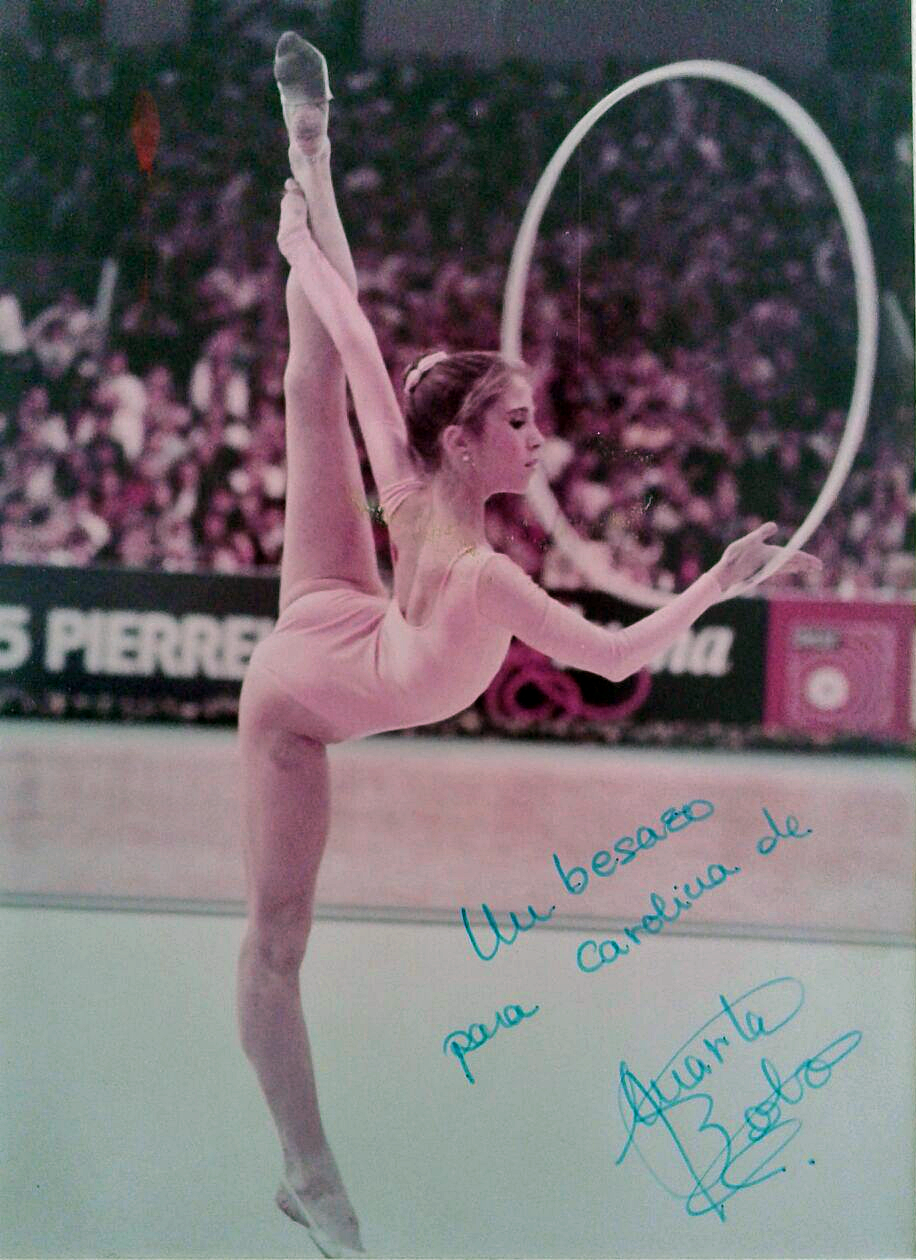
Marta Bobo en el Mundial de Estrasburgo (1983).
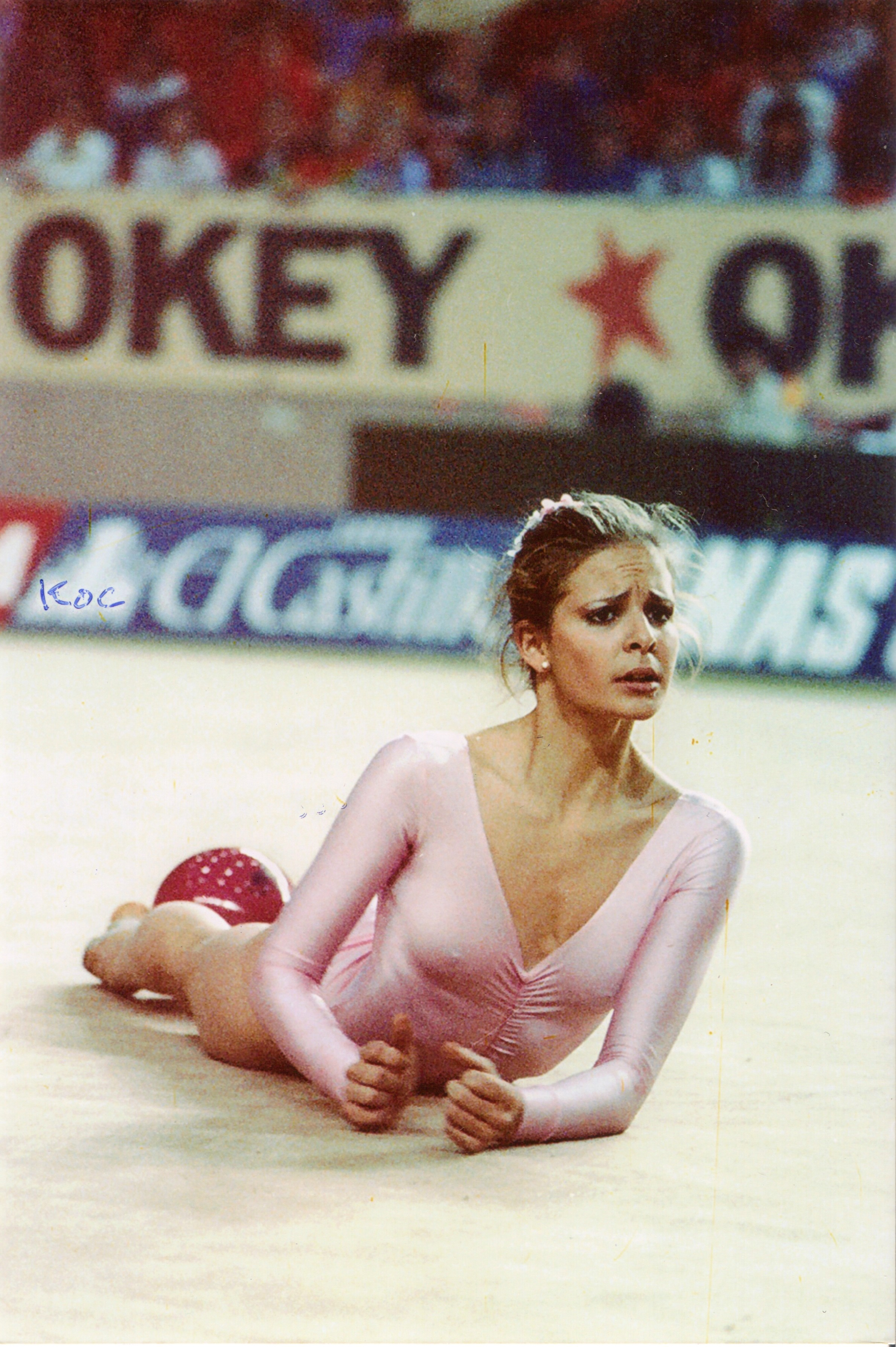
Susana Guillén en el Torneo Internacional de Valladolid (1984).
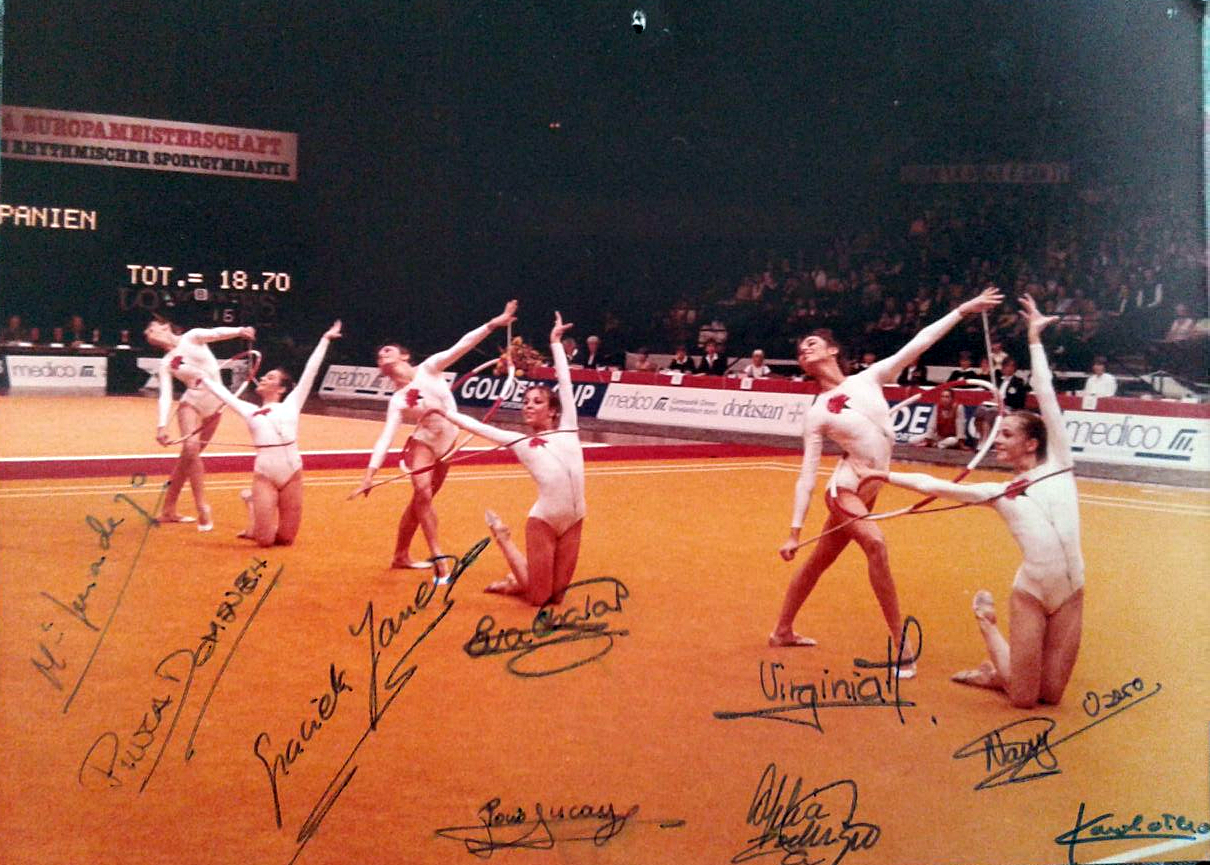
El conjunto español en el Europeo de Viena (1984).
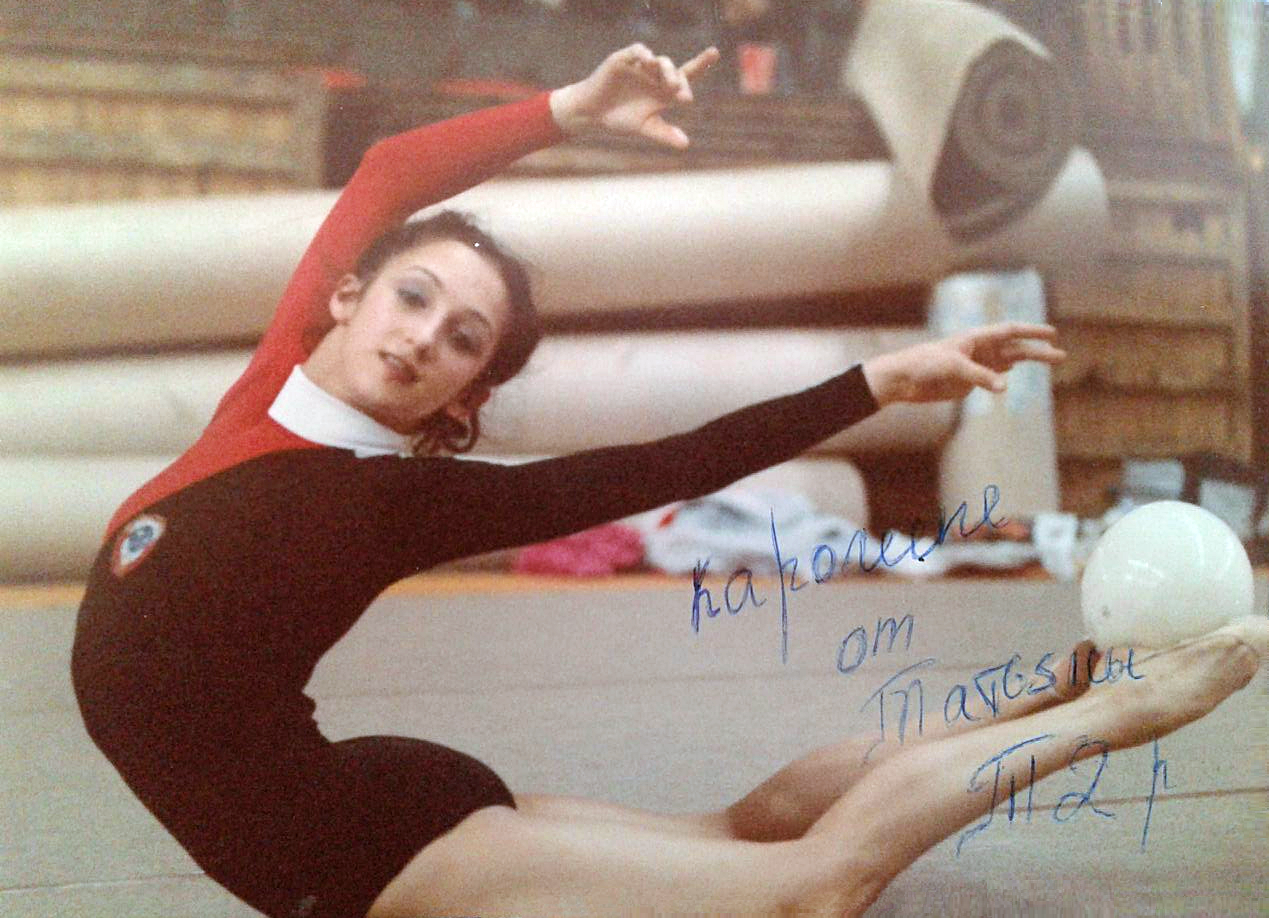
Tatiana Druchinina (1986).
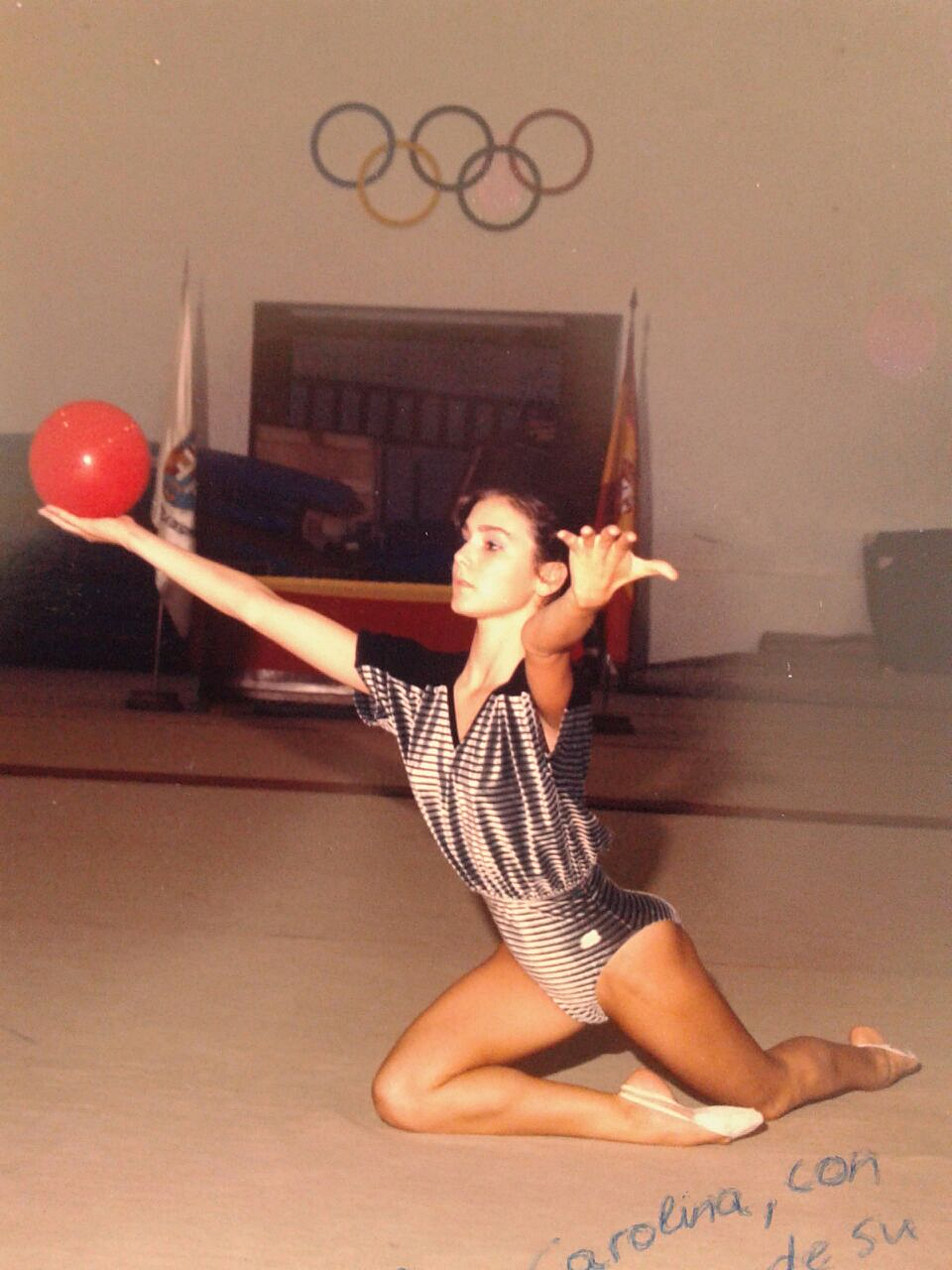
Montse Manzanares en el Gimnasio Moscardó (1986).
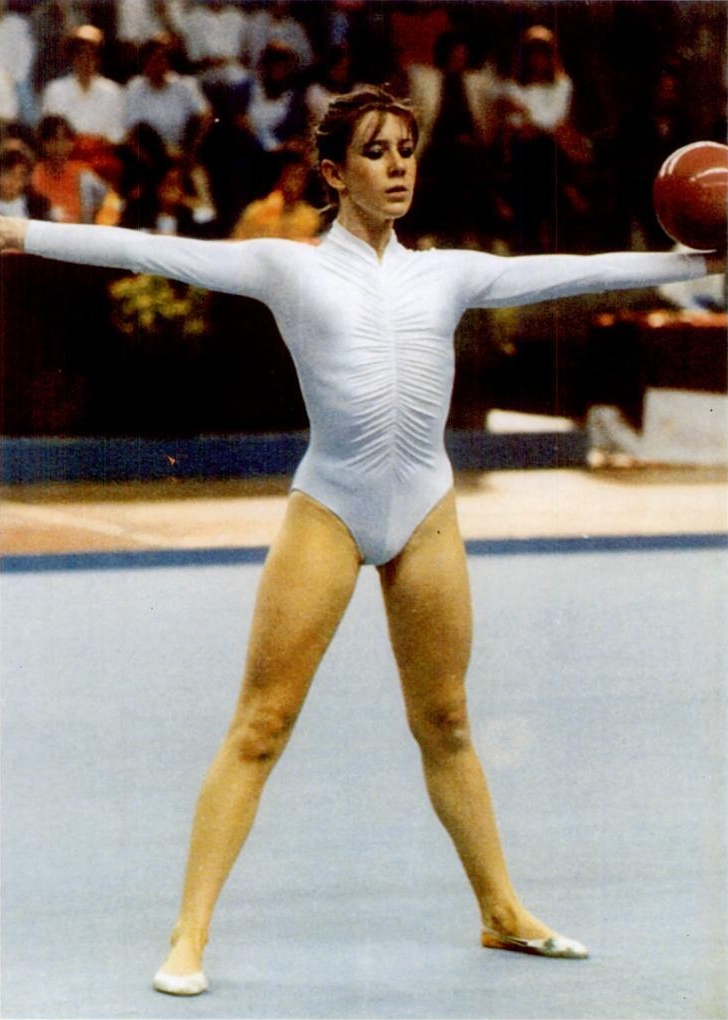
Leonor Dupuy en la Copa Internacional de Barcelona (1986).
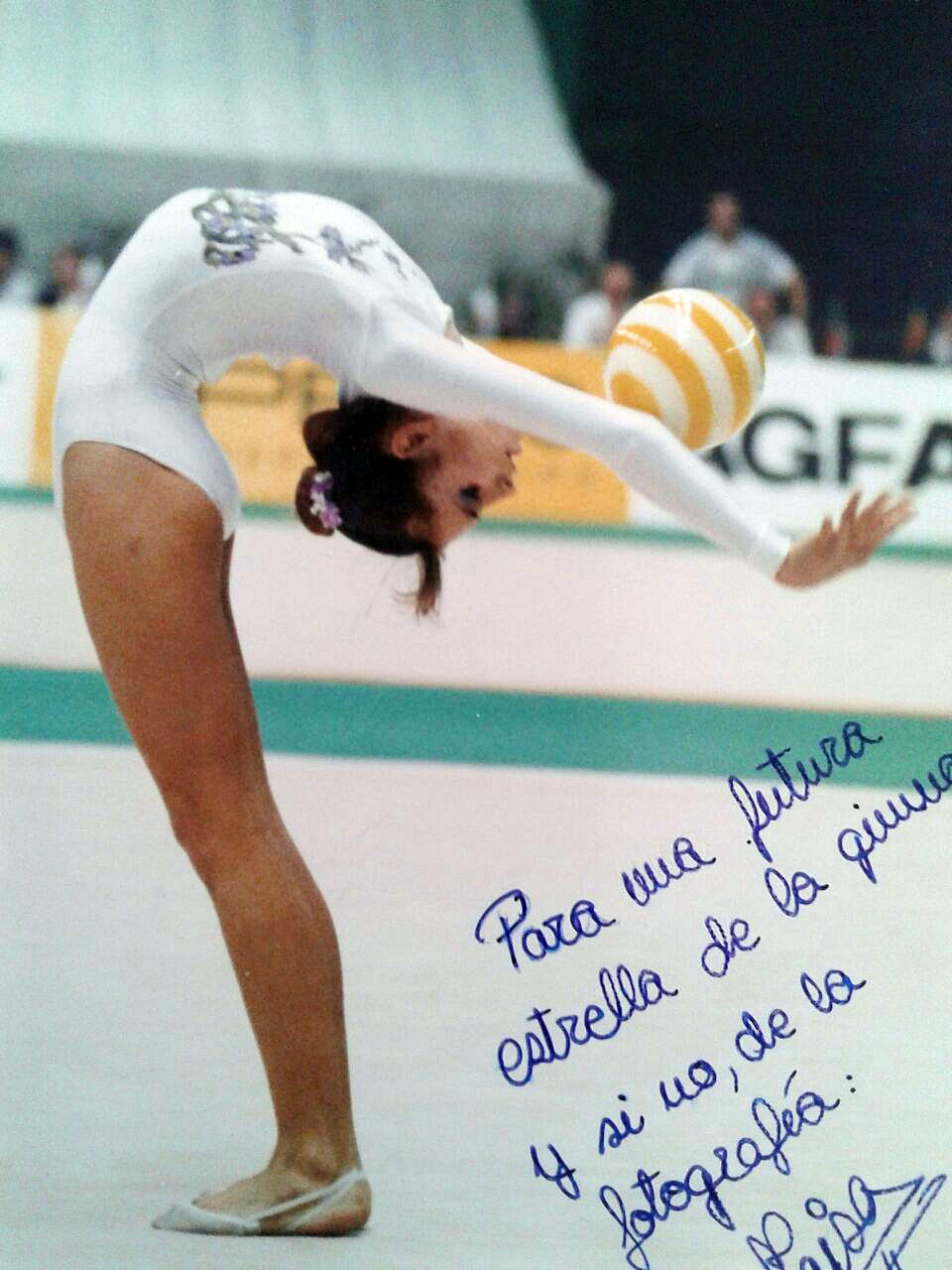
Maisa Lloret en el Europeo de Florencia (1986).
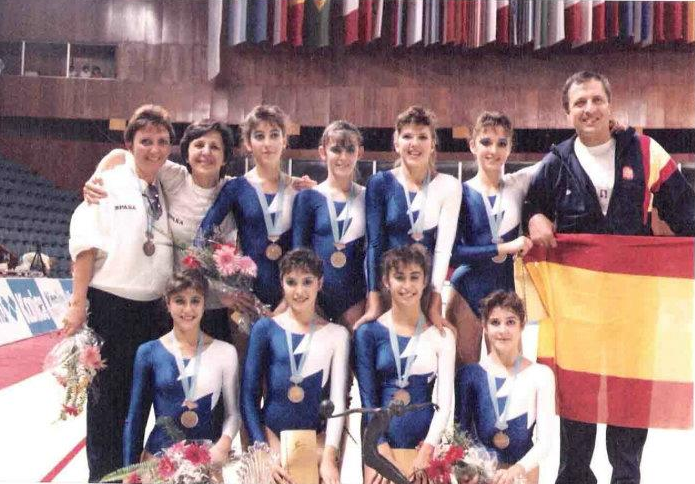
El conjunto español en el Mundial de Varna (1987).
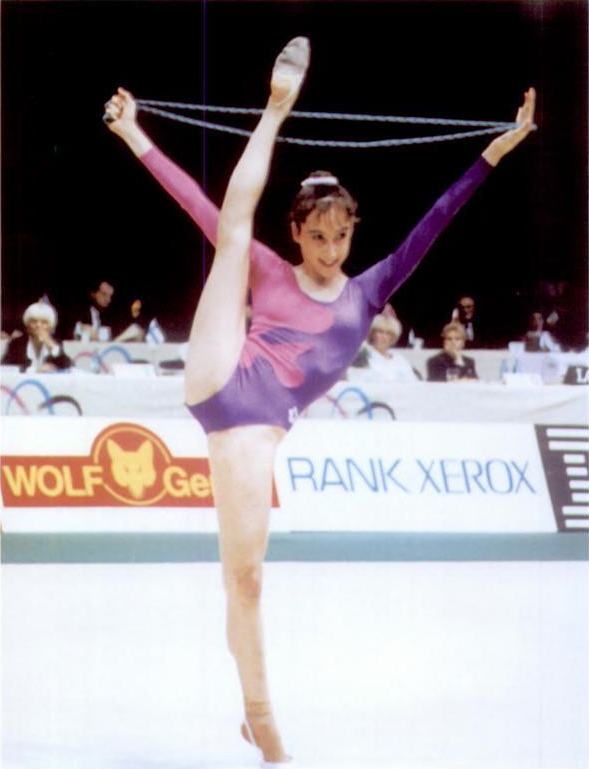
Mónica Ferrández en el Europeo de Goteborg (1990).
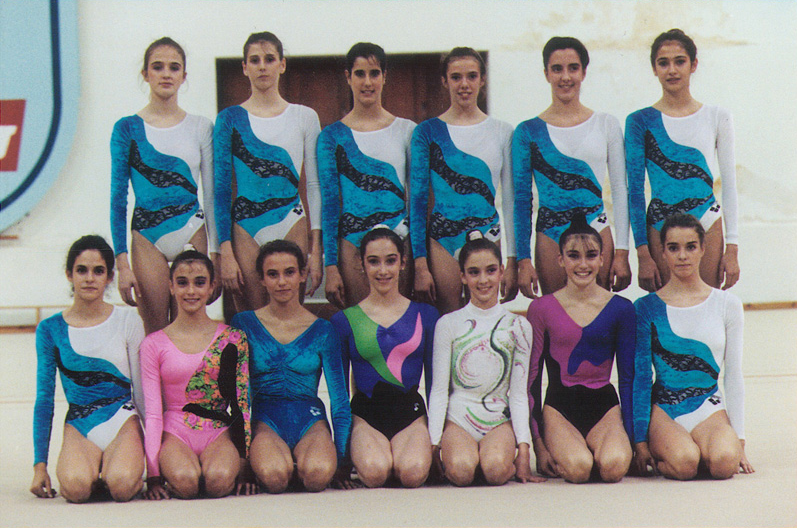
La selección nacional de España en el Gimnasio Moscardó (1991).
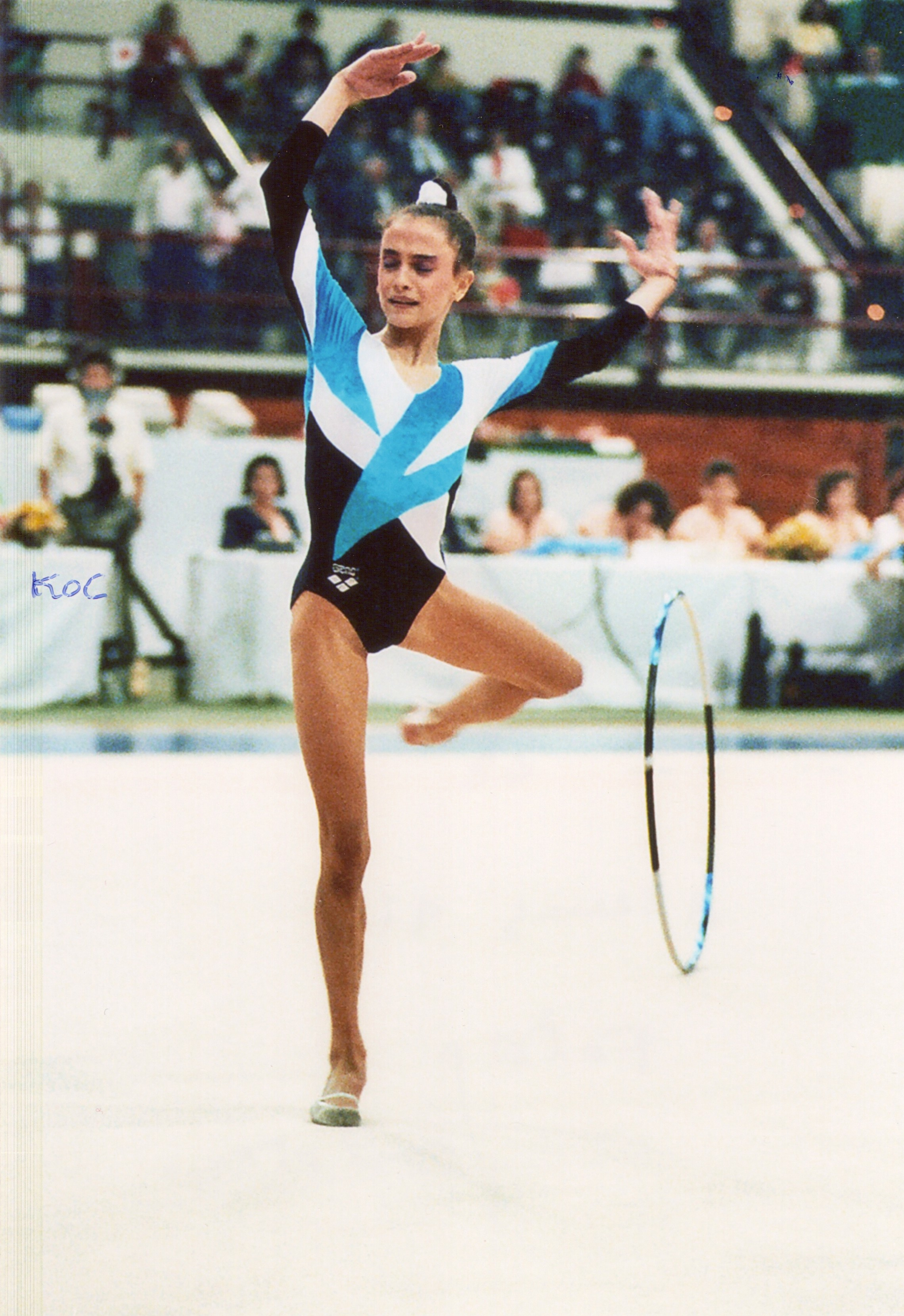
Carolina Pascual en el Mundial de Atenas (1991).
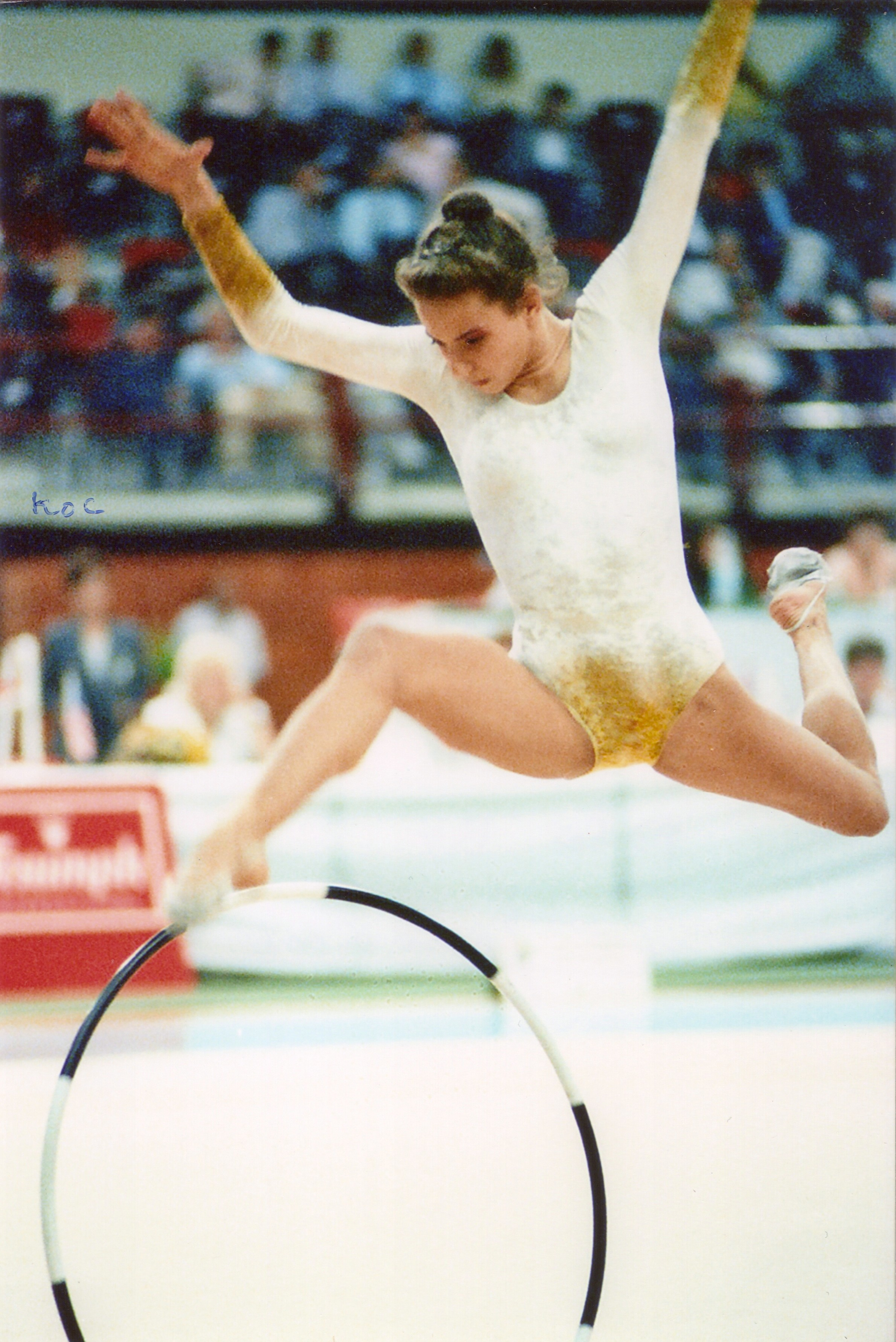
Carmen Acedo en el Mundial de Atenas (1991).
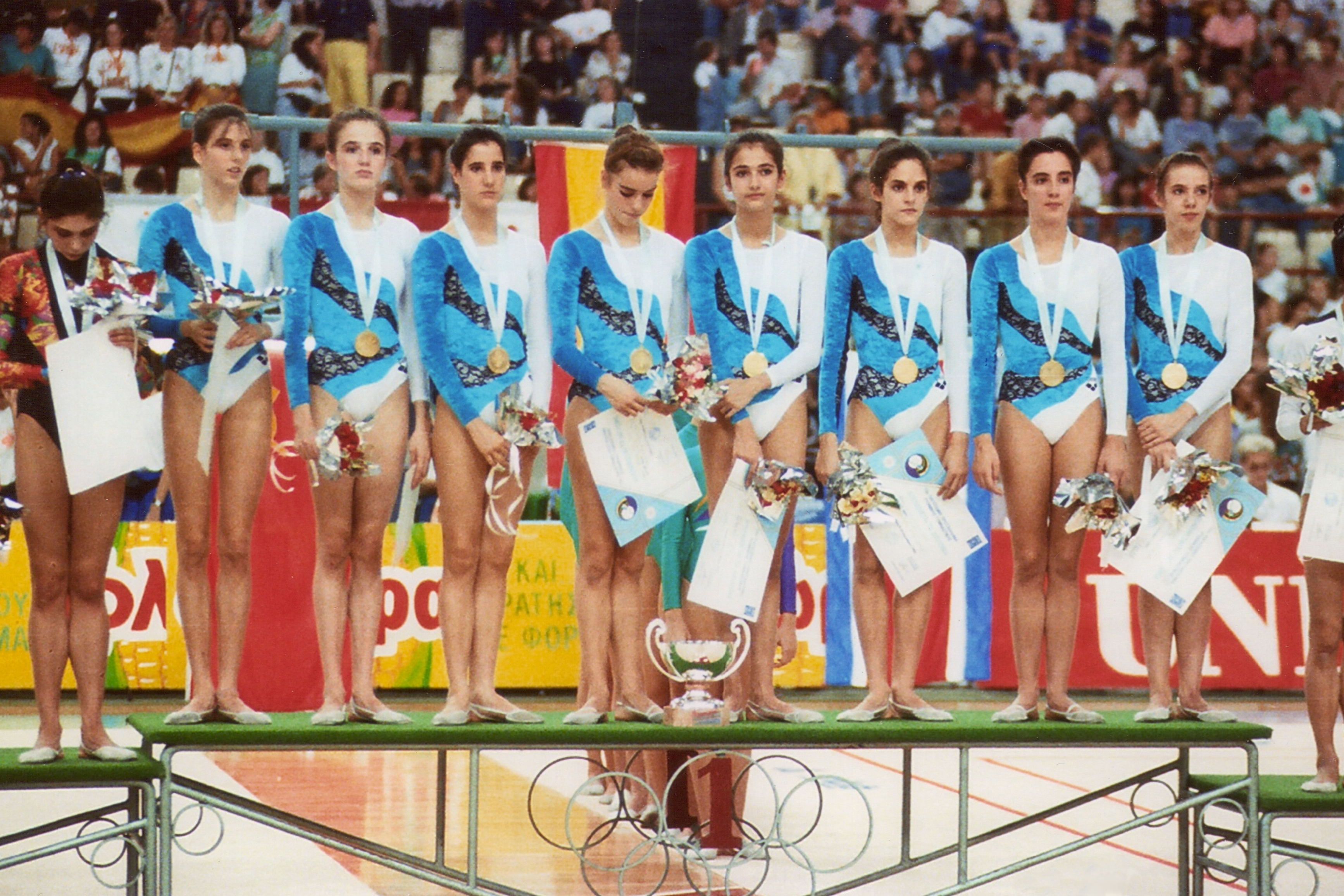
El conjunto español con el oro en el Mundial de Atenas (1991).
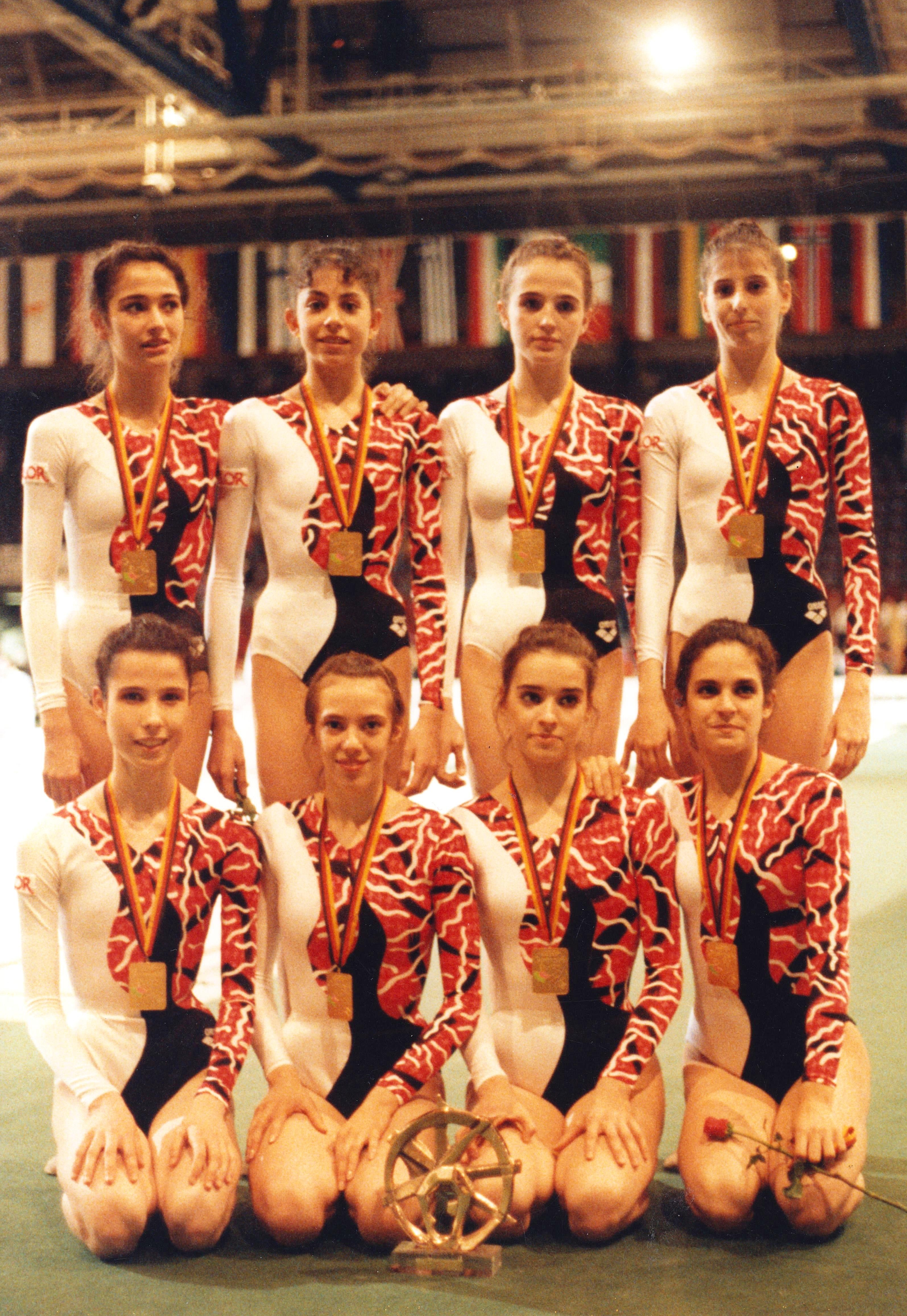
El conjunto español en el Europeo de Stuttgart (1992).
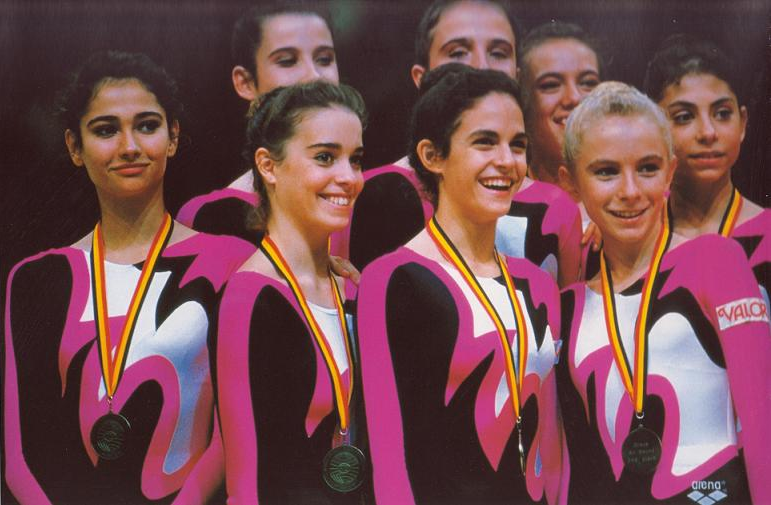
El conjunto español en el Mundial de Bruselas (1992).
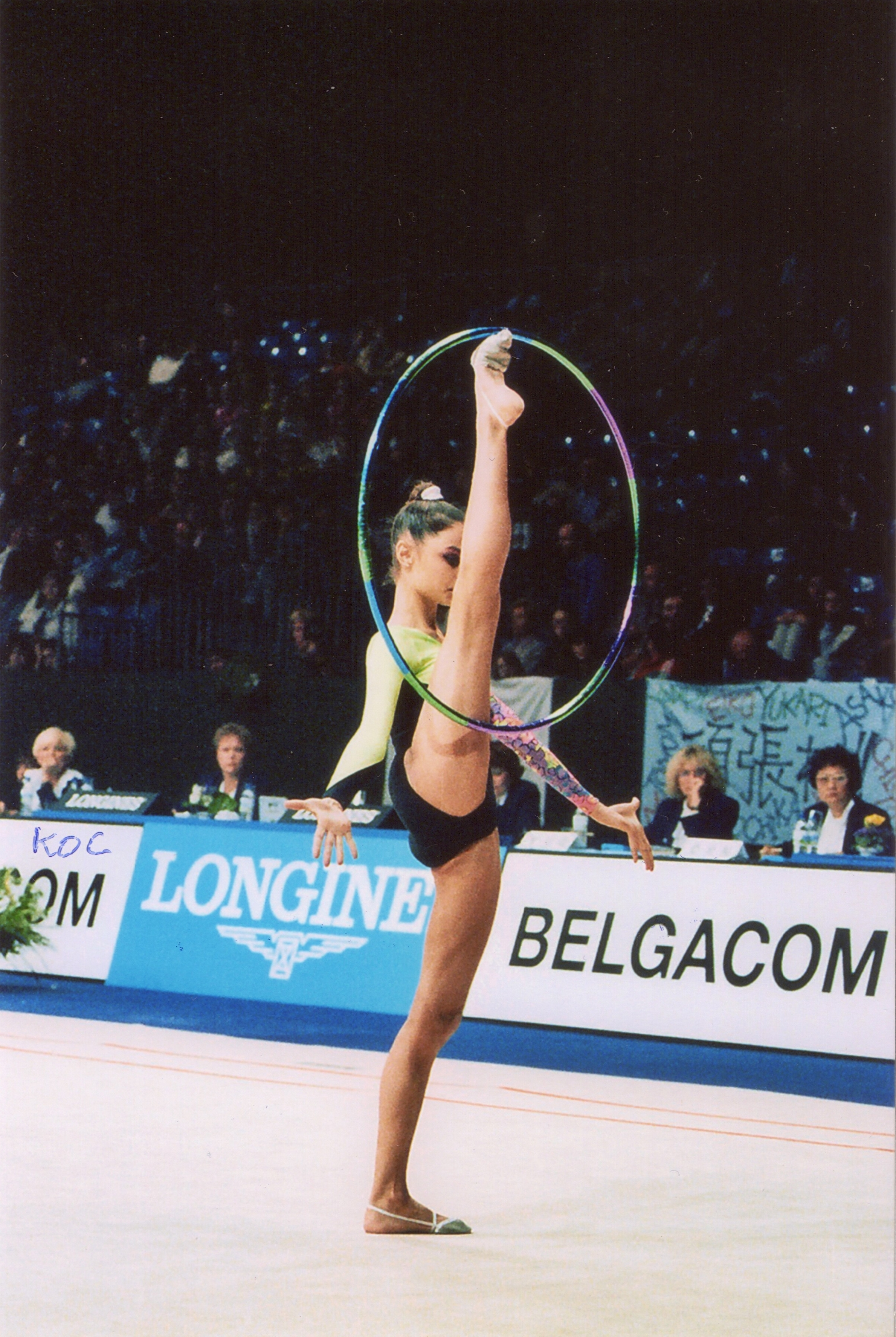
Amaya Cardeñoso en el Mundial de Bruselas (1992).
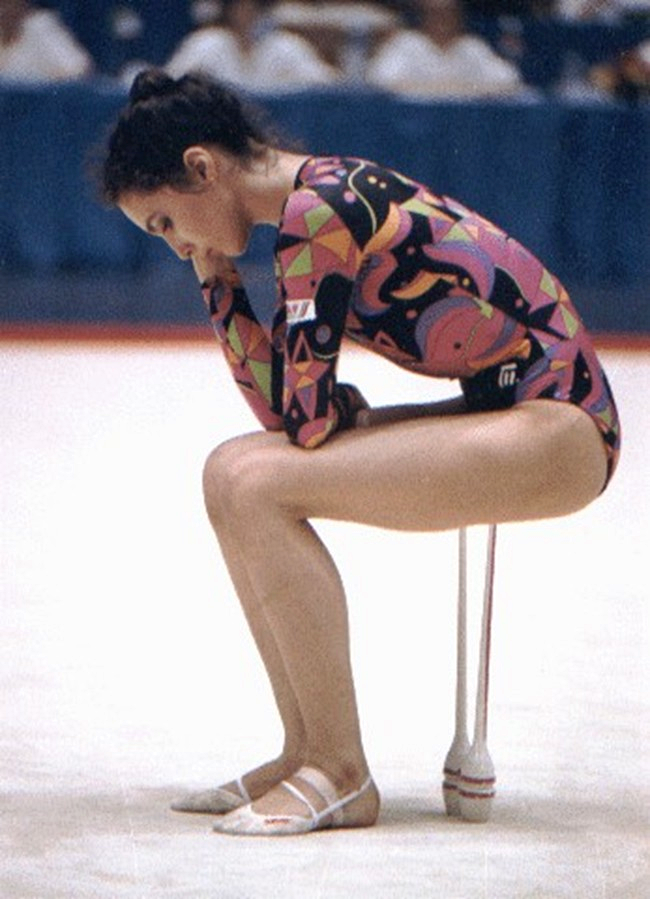
María Petrova en la Copa de Europa de Málaga (1993).
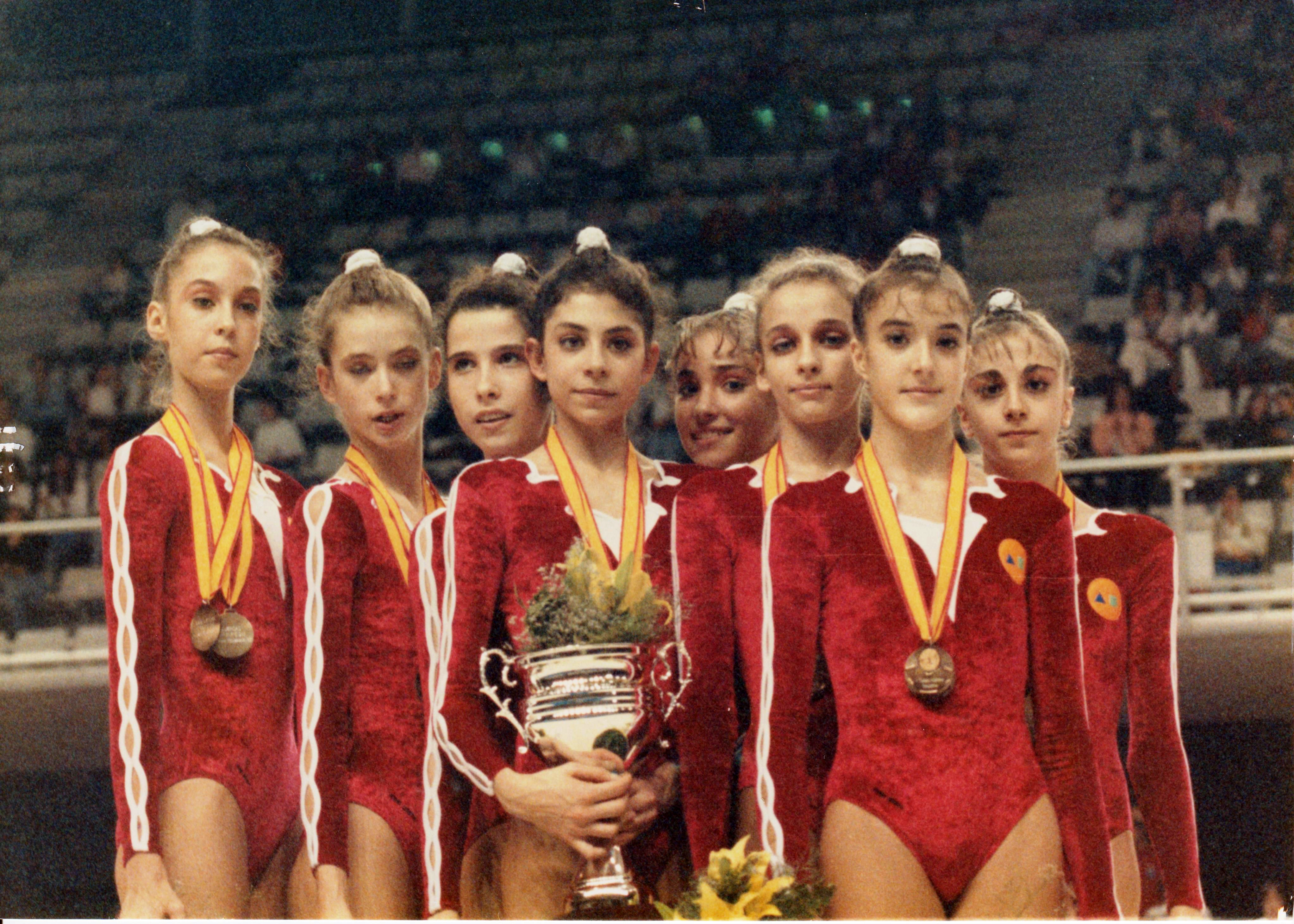
El conjunto en un torneo anexo al Mundial de Alicante (1993).
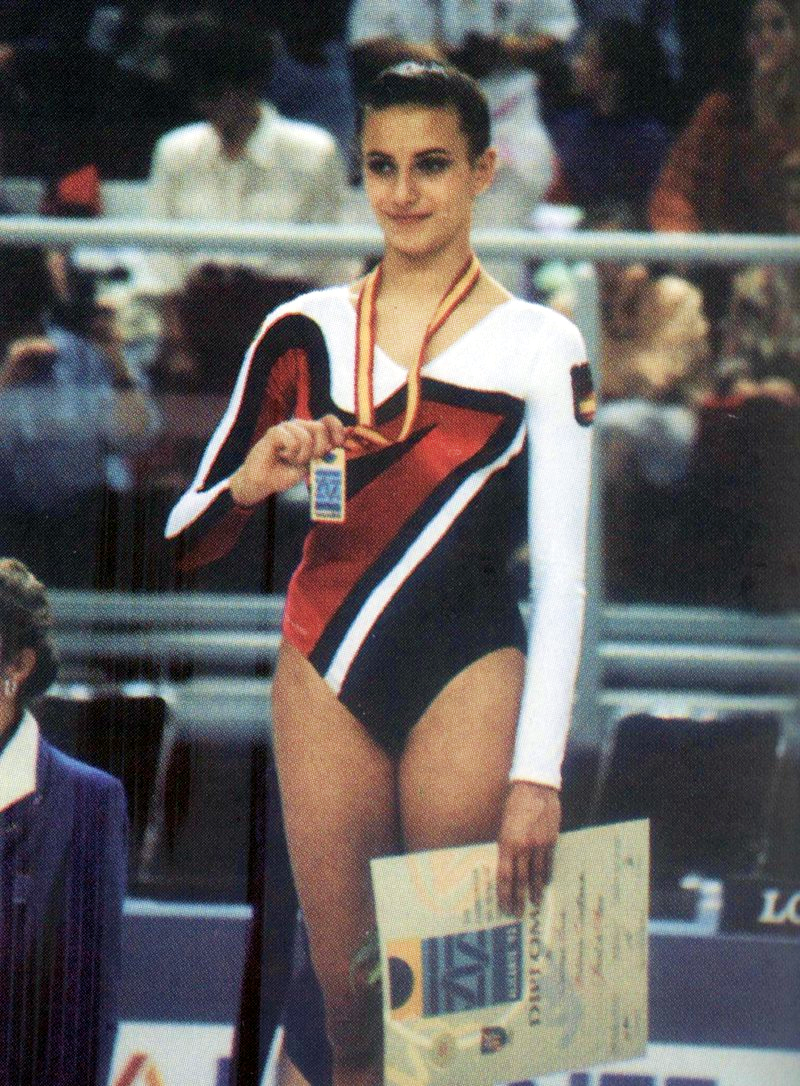
Carmen Acedo con el oro en mazas en el Mundial de Alicante (1993).
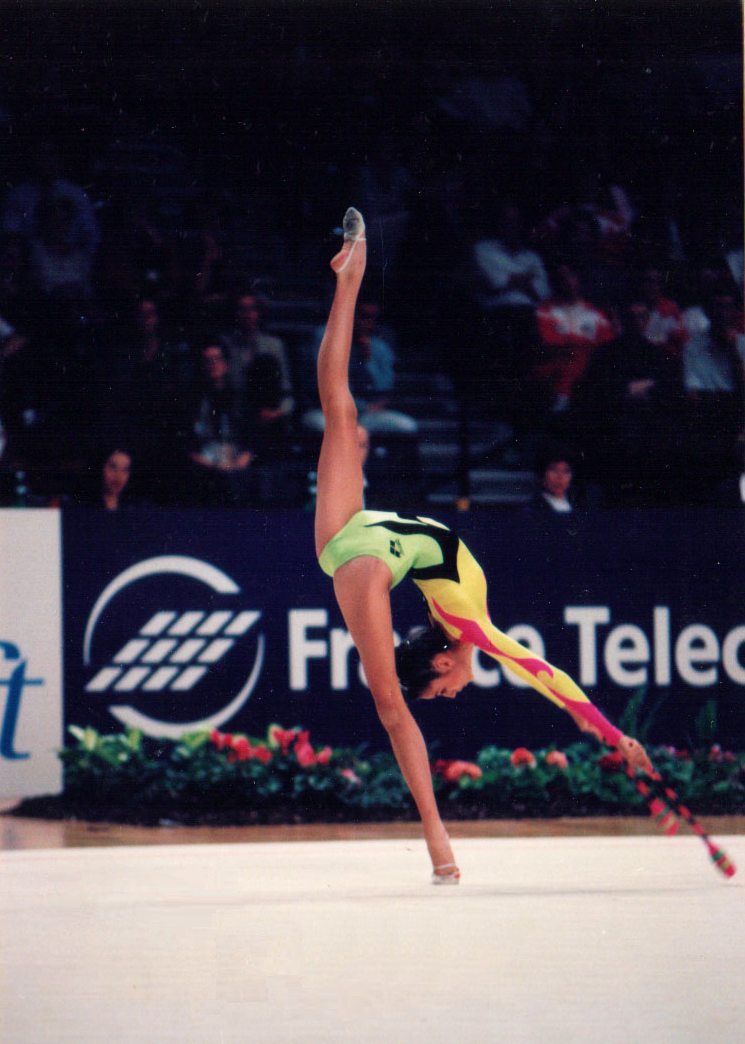
Almudena Cid en el Mundial de Viena (1995).
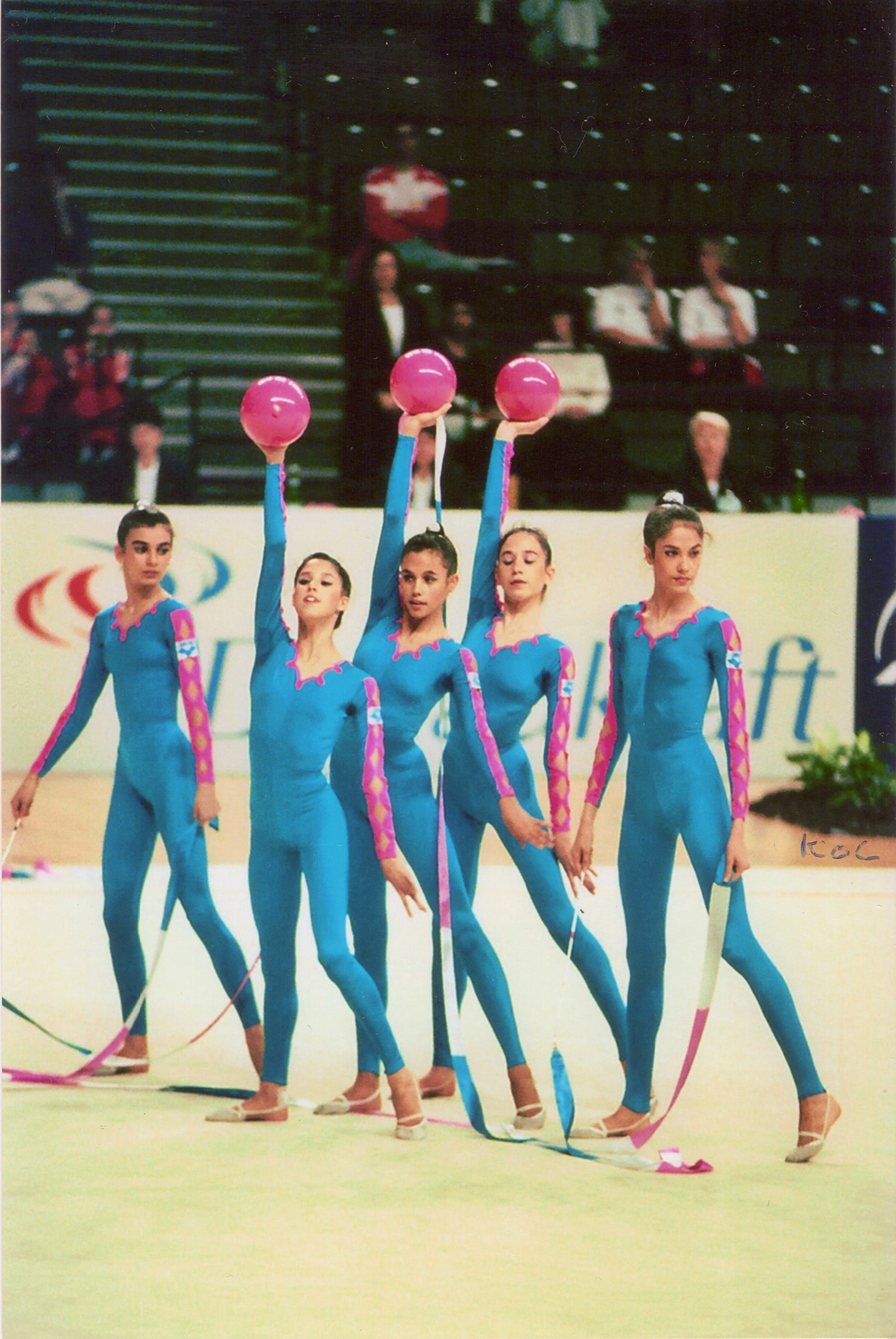
El conjunto español en el Mundial de Viena (1995).
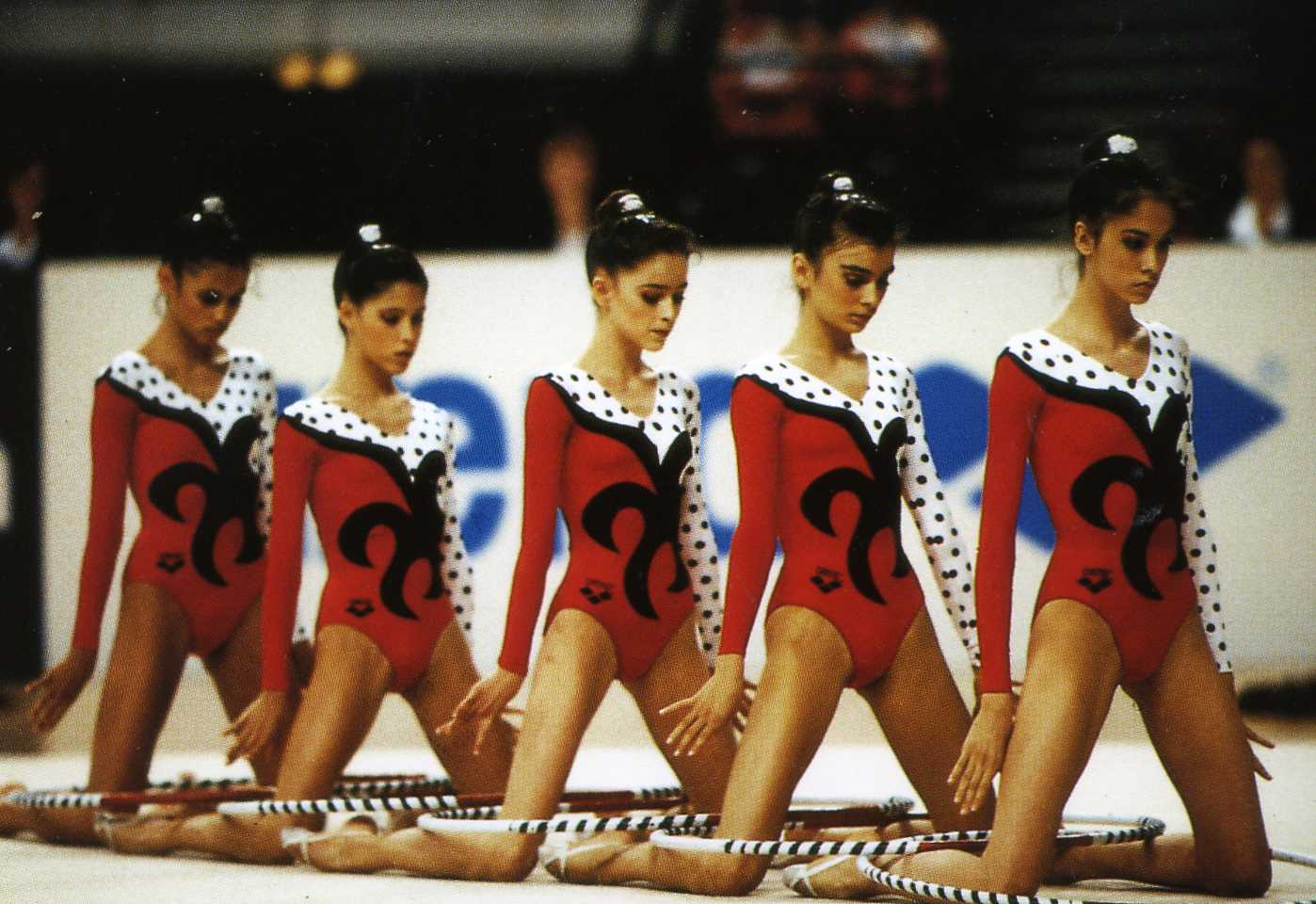
Otra imagen del conjunto español en el Mundial de Viena (1995).
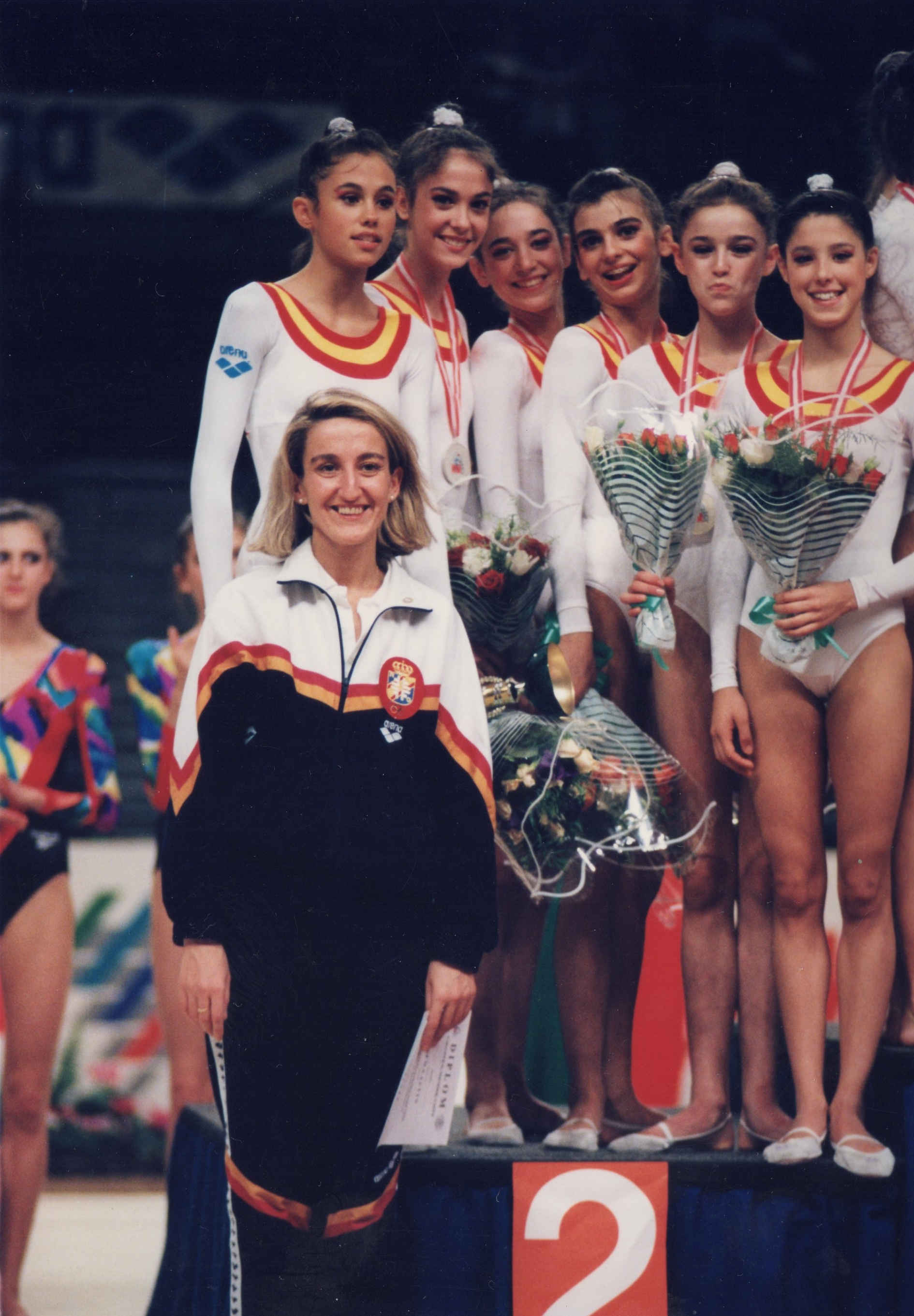
El conjunto en el podio de Viena (1995).
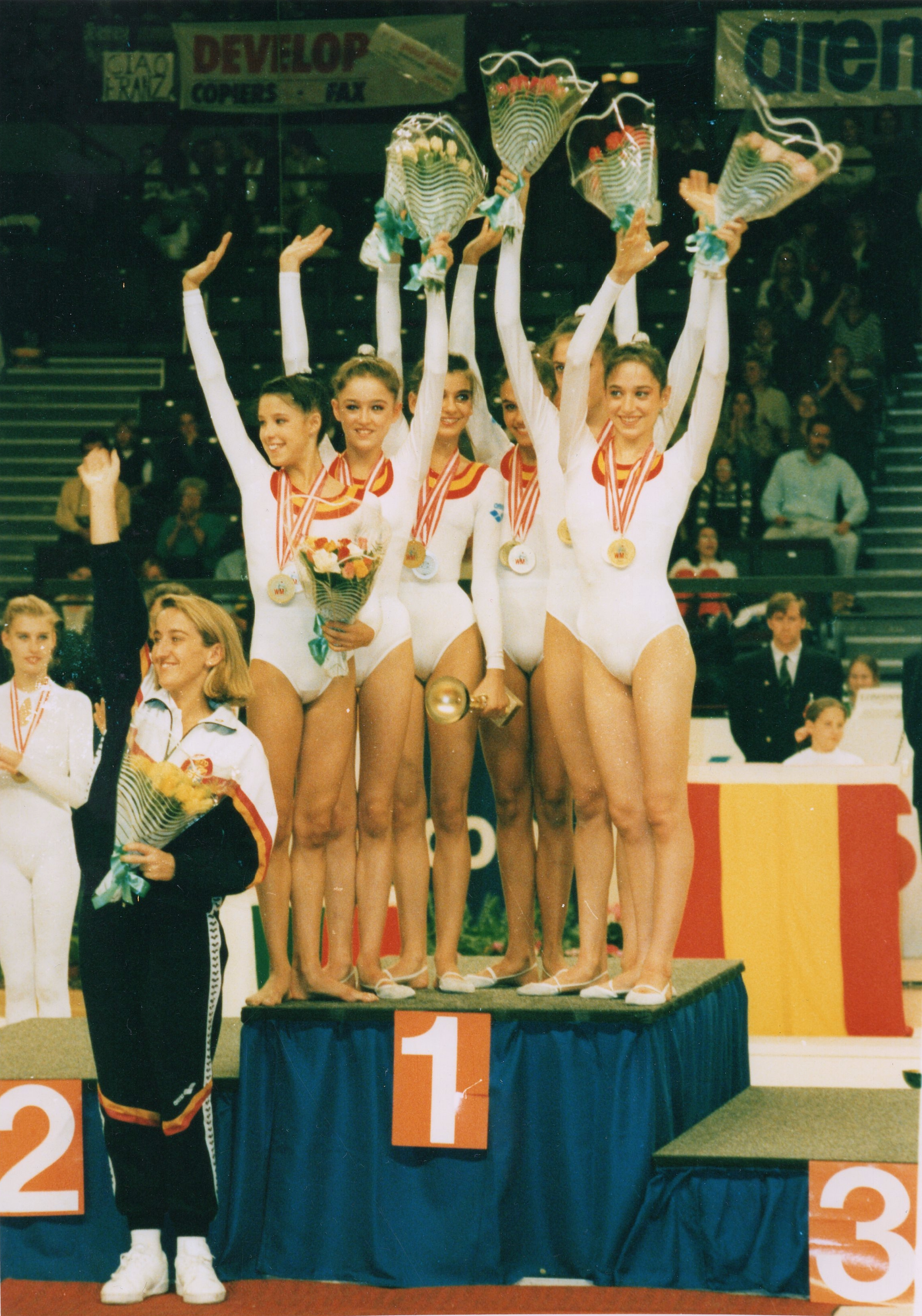
El conjunto español con el oro en el podio de Viena (1995).
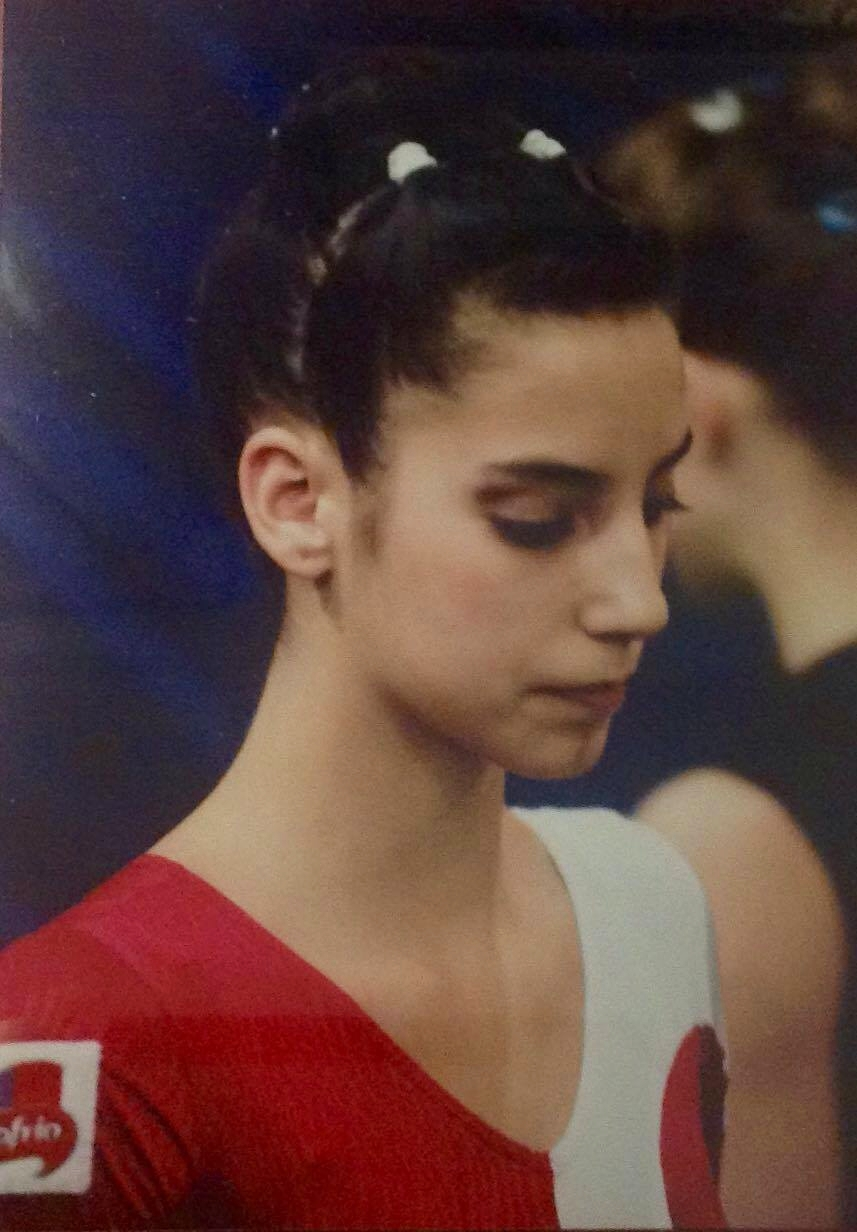
Almudena Cid en el Europeo de Asker (1996).
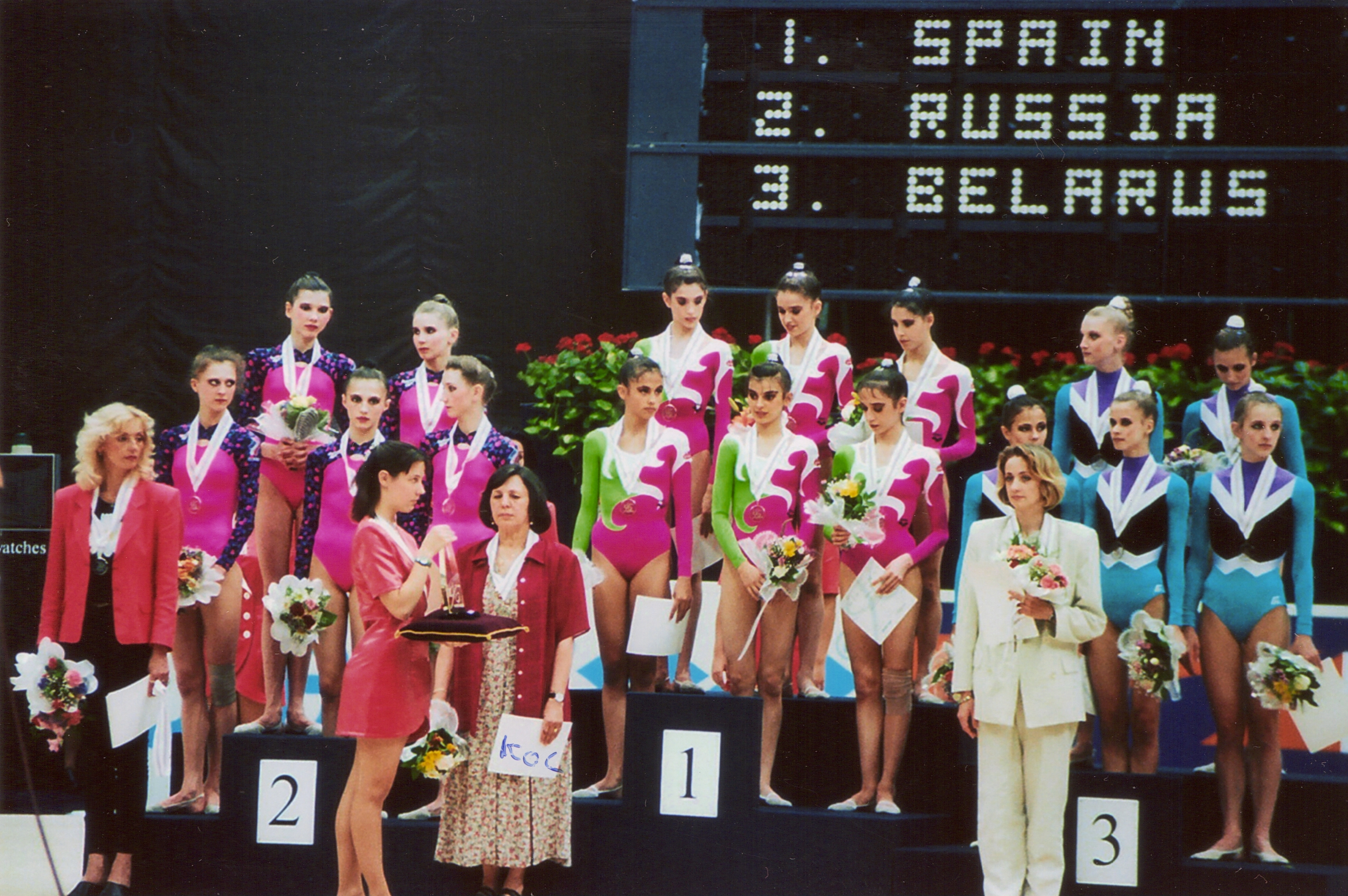
El conjunto español con el oro en el Mundial de Budapest (1996).
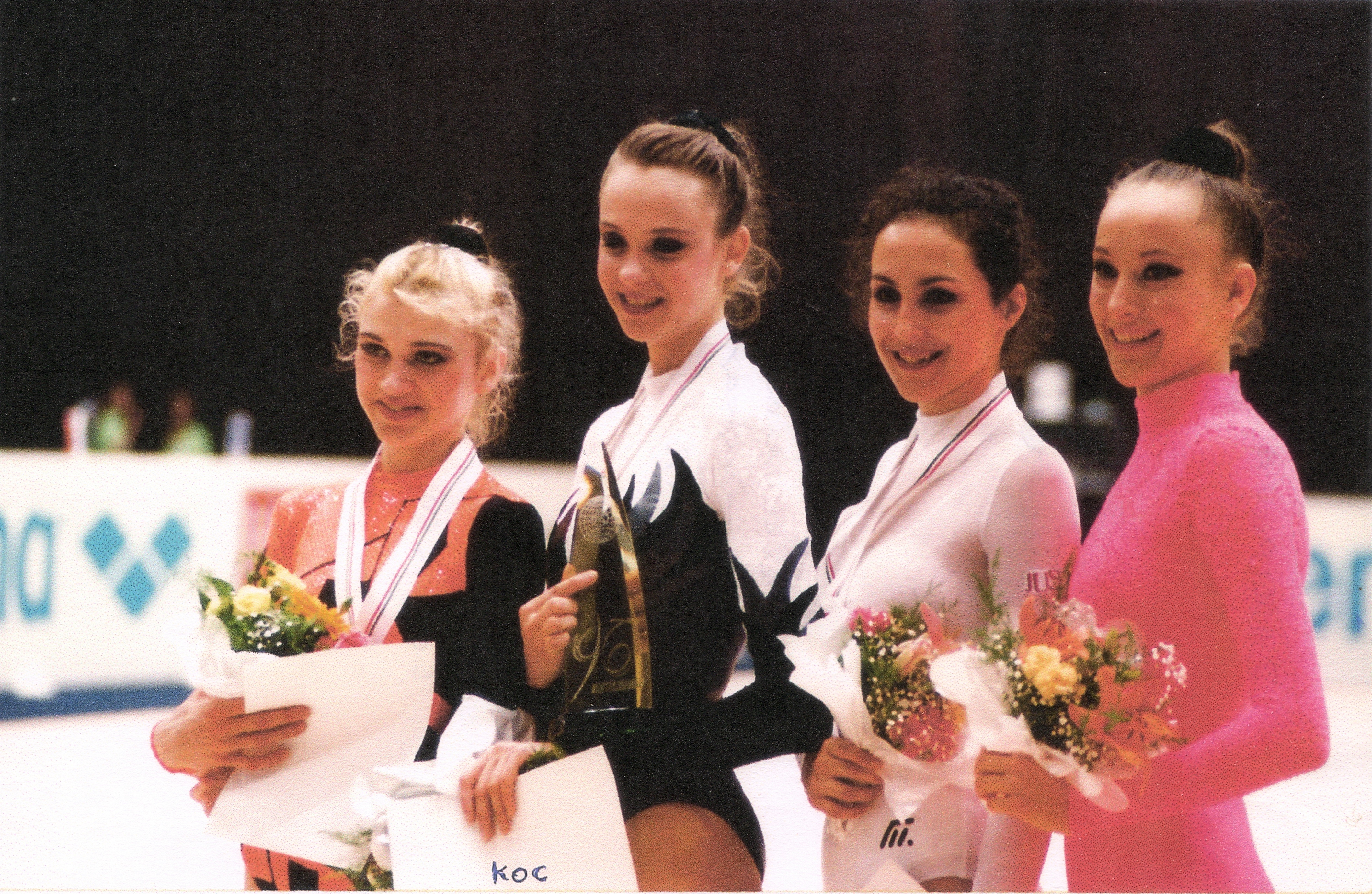
Loukianenko, Serebrianskaya, Petrova y Zaripova en el Mundial de Budapest (1996).
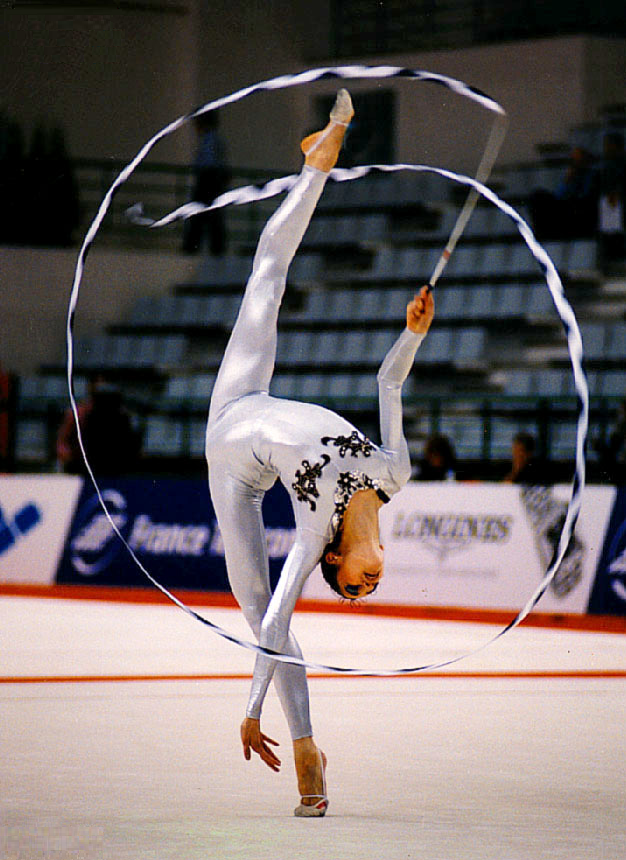
Alba Caride en el Europeo de Oporto (1998).
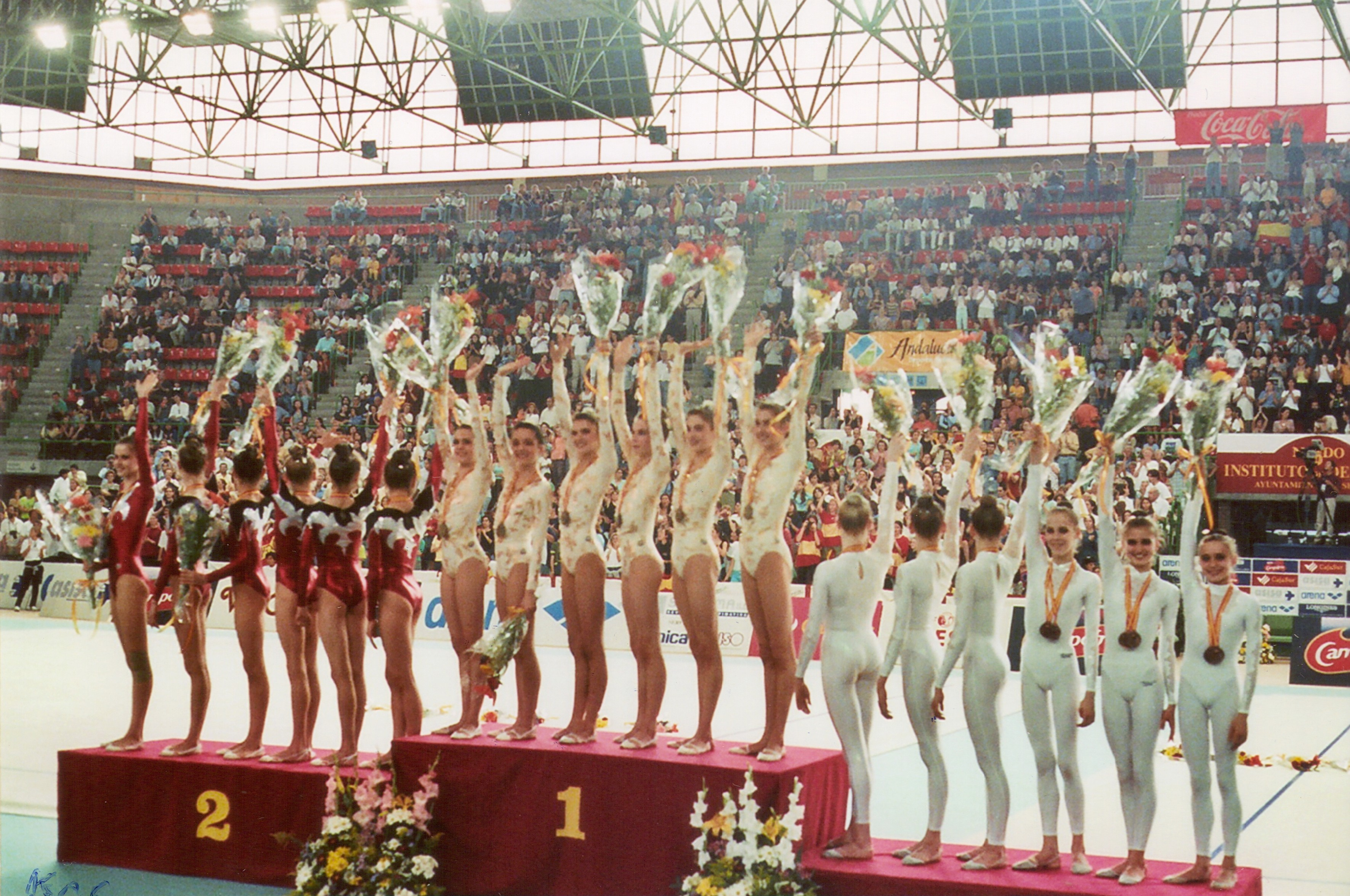
El conjunto español con el oro en el Mundial de Sevilla (1998).
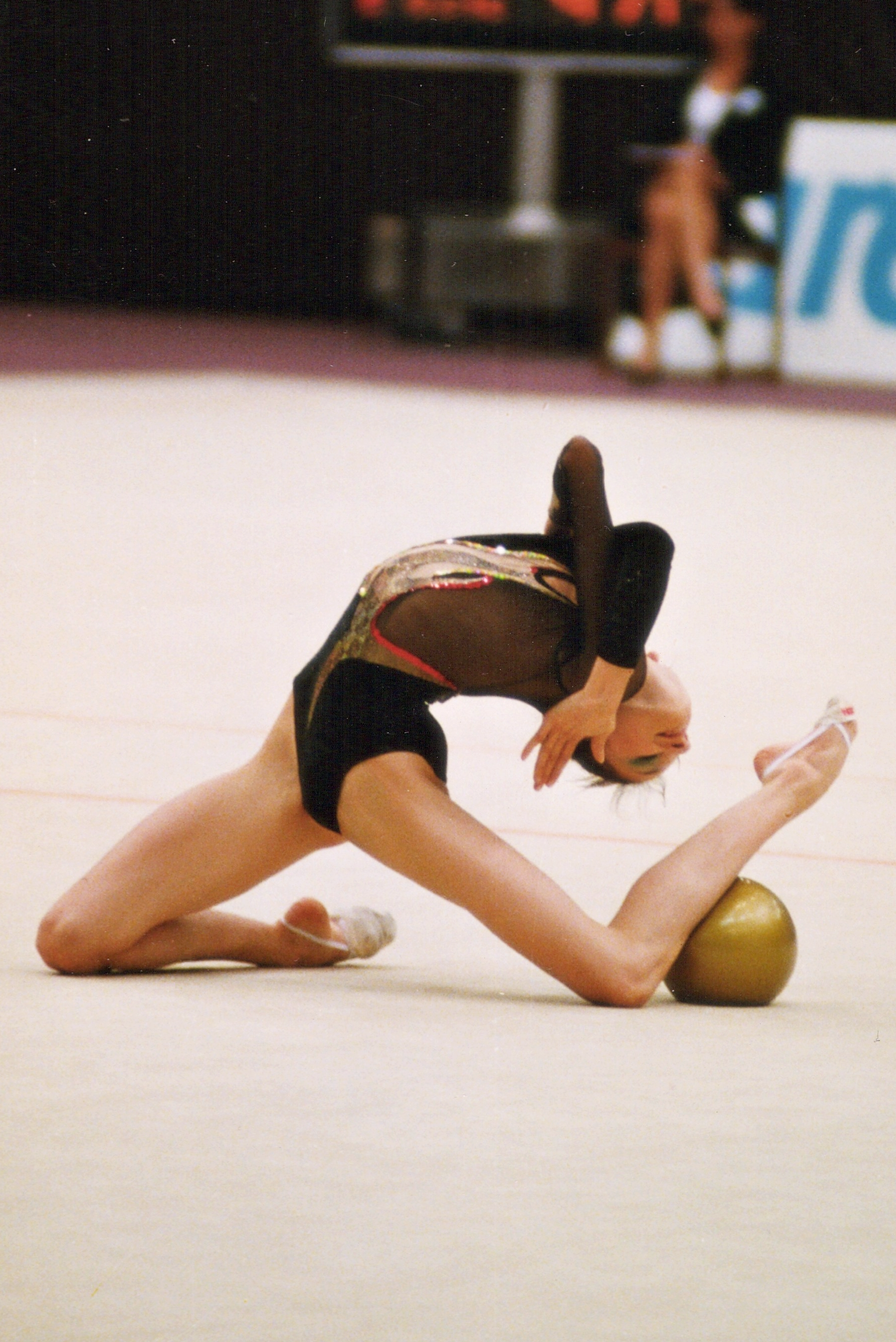
Esther Domínguez en el Europeo de Budapest (1999).
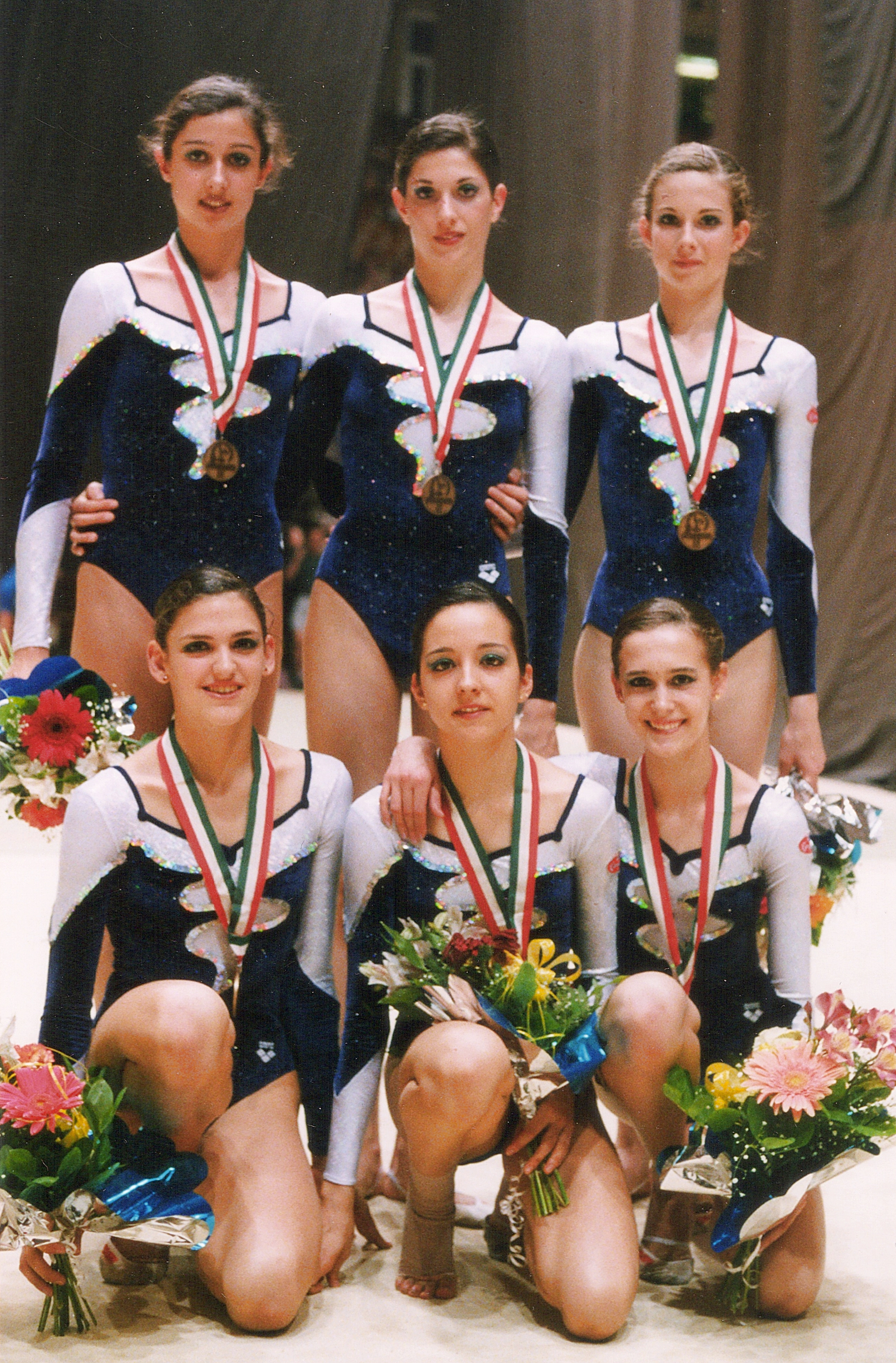
El conjunto español en el Europeo de Budapest (1999).
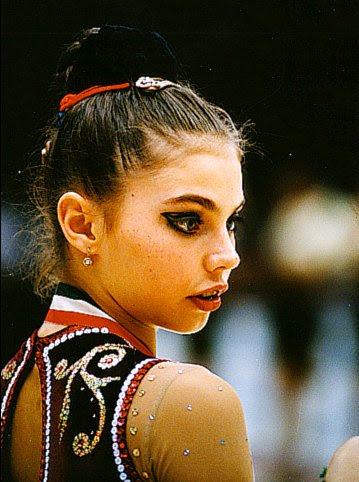
Alina Kabáyeva en el Europeo de Budapest (1999).
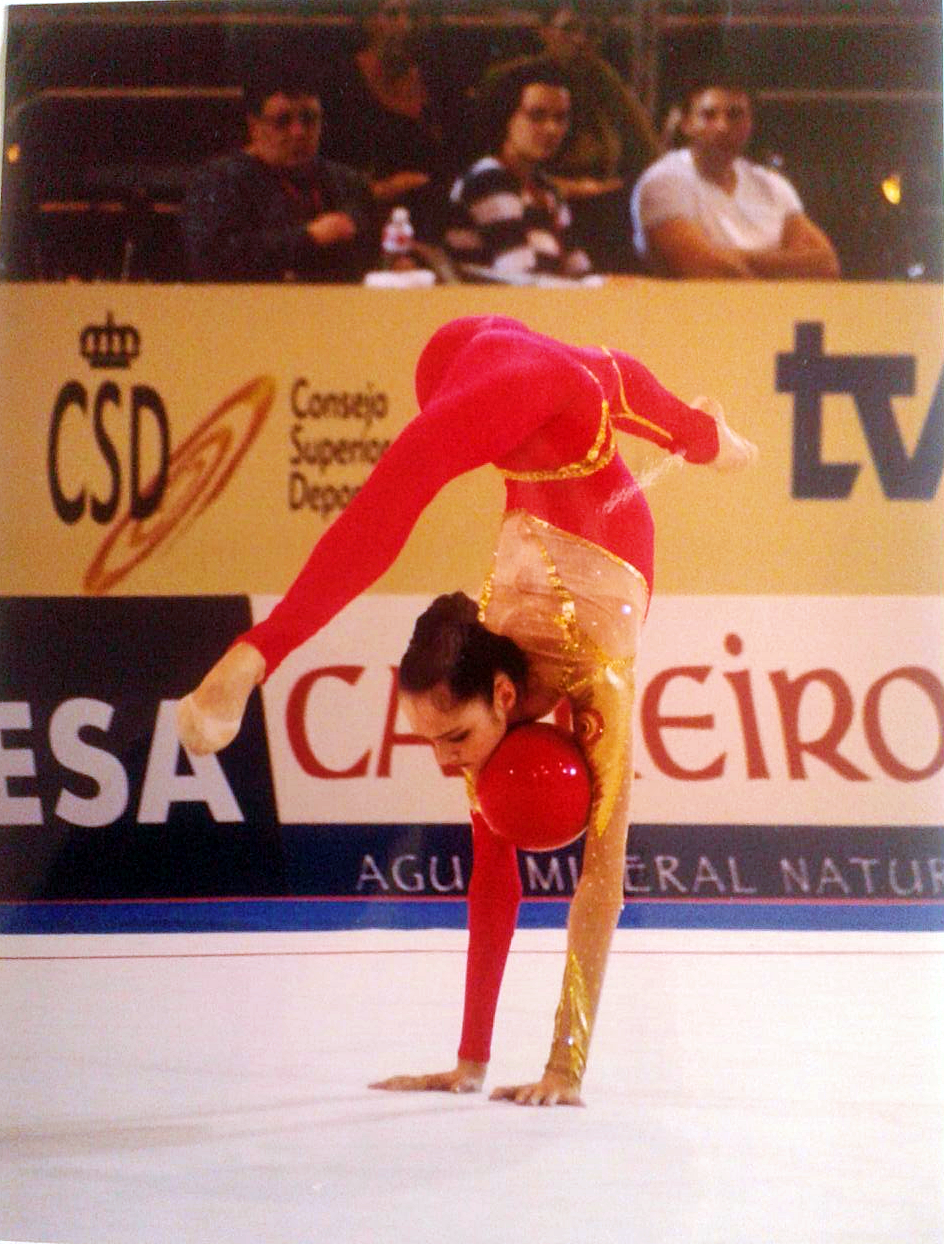
Anna Bessonova en el Mundial de Madrid (2001).
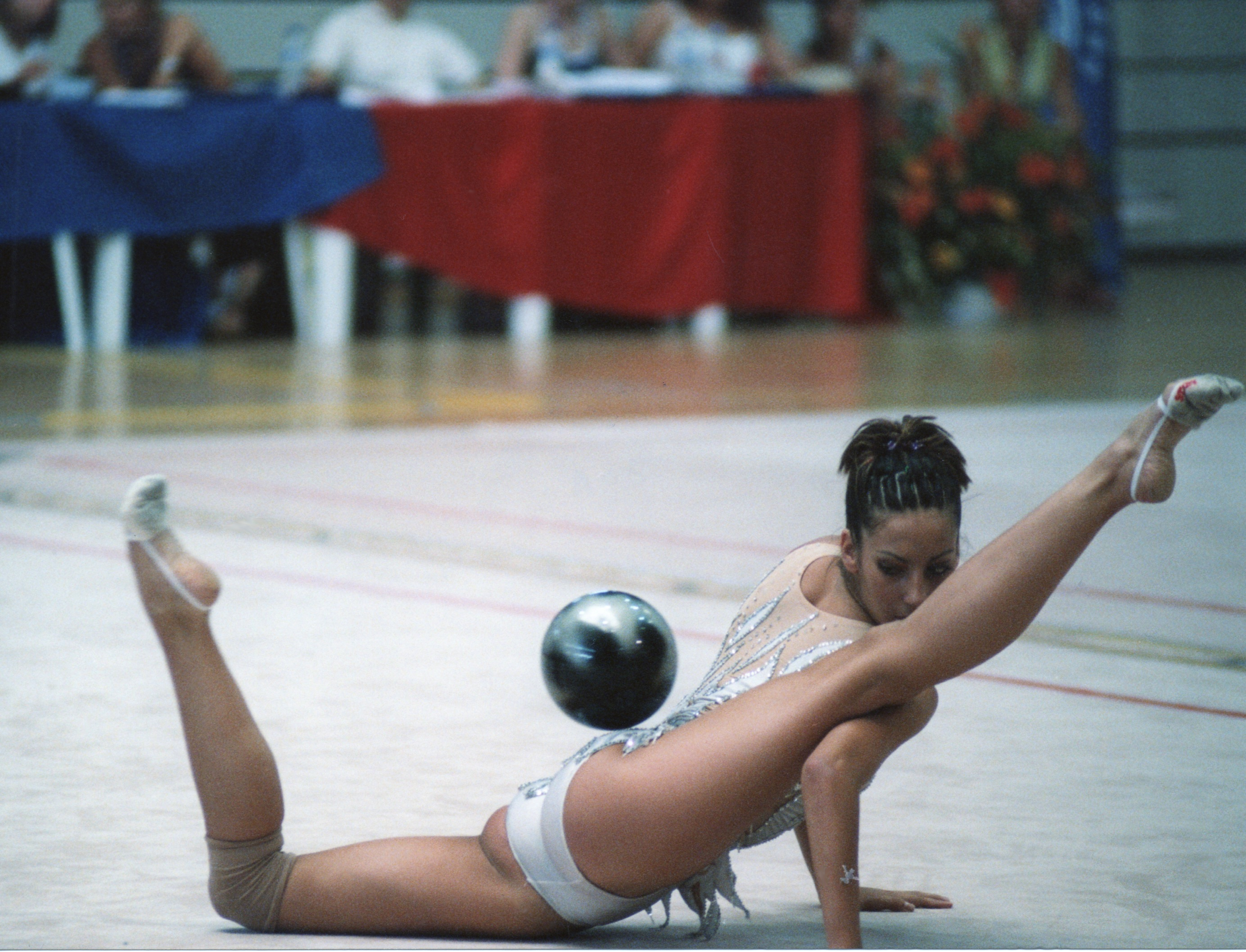
Almudena Cid en el Campeonato de España de Leganés (2002).
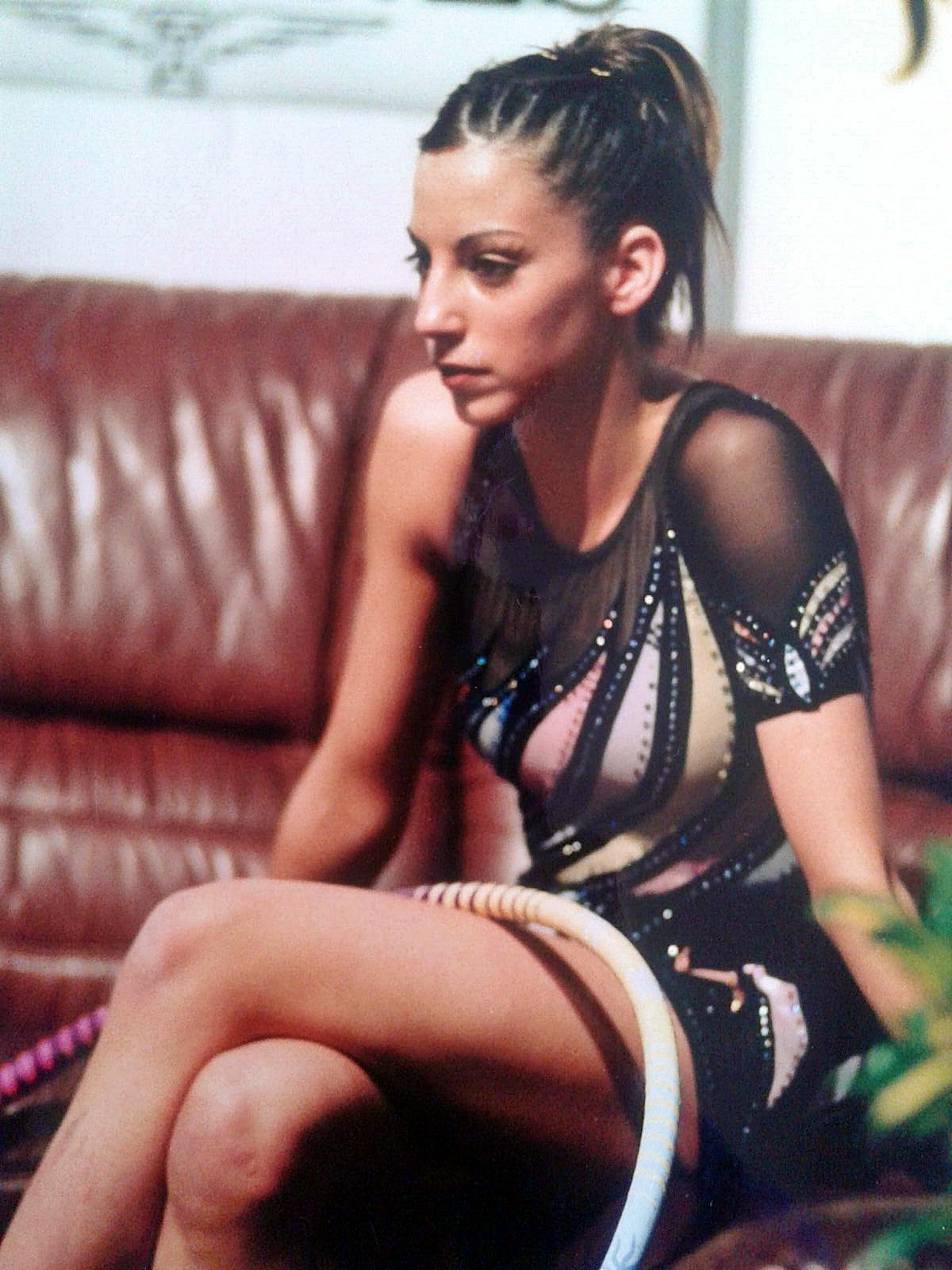
Almudena Cid en el Europeo de Riesa (2003).
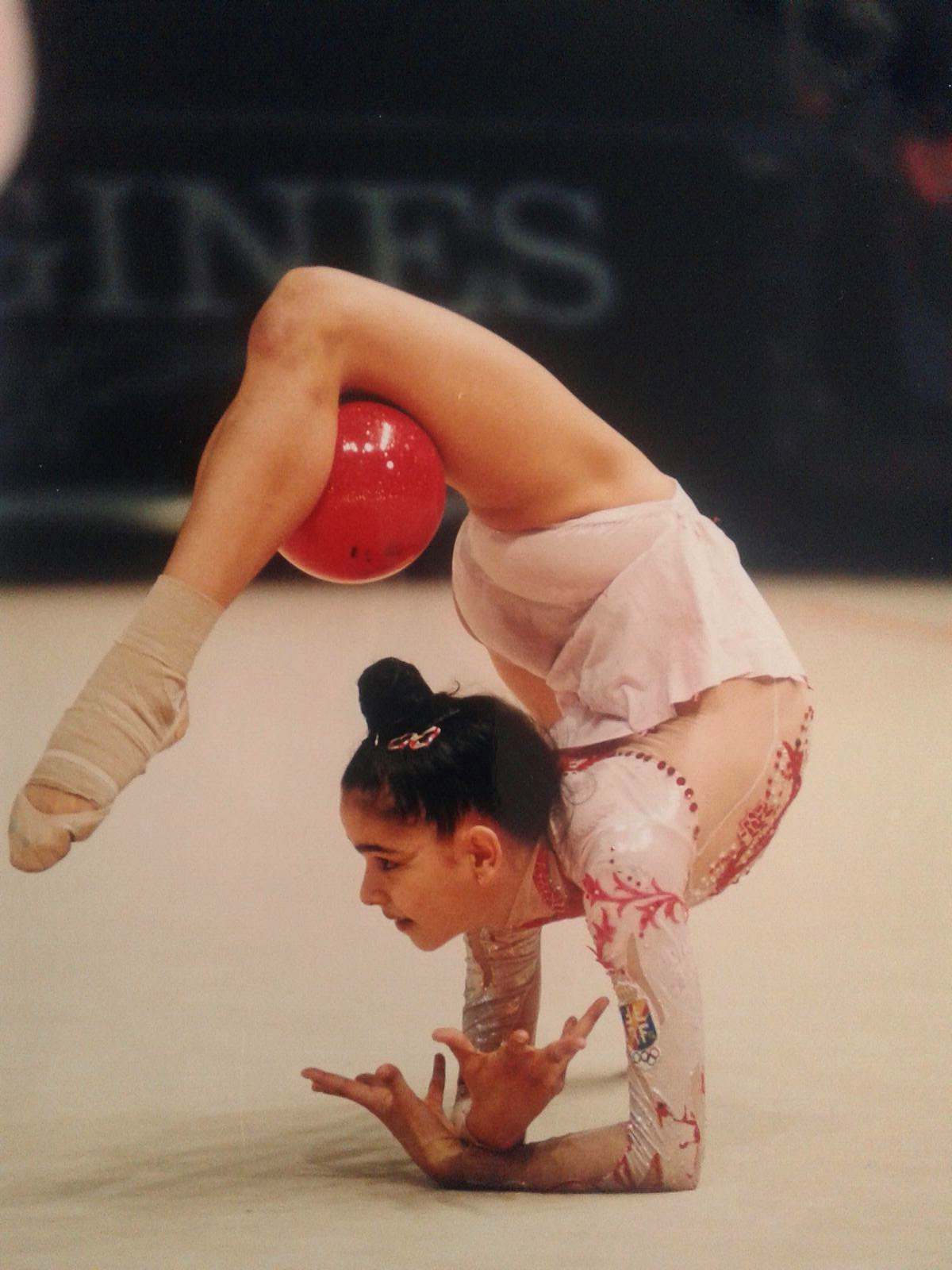
Jennifer Colino en el Europeo de Riesa (2003).

## Premios, reconocimientos y distinciones
- Mejor deportista asturiana de 1970 en la Gala del Deporte Asturiano (1971)[4]